# Pierre Lambert de La Motte
Vous lisez un « article de qualité » labellisé en 2012.
Pour les articles homonymes, voir Pierre Lambert, Lambert et La Motte.
Pierre Lambert de La Motte (16 janvier 1624, à La Boissière près de Lisieux, Normandie, royaume de France - 15 juin 1679, Ayutthaya, royaume d'Ayutthaya) est un religieux français, évêque, l'un des fondateurs des Missions étrangères de Paris.
Après avoir fait des études de droit et être devenu, en 1646, conseiller du roi de France à Rouen, Pierre Lambert décide de résilier sa charge en 1654 pour vivre à l'ermitage de Caen, lieu d'élection des mystiques normands. Ordonné prêtre en 1655, il obtient la charge des pauvres de Rouen. Il met en place une forme moderne d'assistance publique. Après des tractations dans lesquelles il joue un rôle déterminant, il est nommé en 1658, avec François Pallu et Ignace Cotolendi, évêque et vicaire apostolique de la Société des Missions en Cochinchine par le pape Alexandre VII. En 1663, le séminaire des Missions étrangères ouvre rue du Bac à Paris.
Pierre Lambert de La Motte part pour l'Asie en 1660 ; cherchant à éviter les lieux où les Portugais sont installés, il arrive dans le royaume du Siam où il est obligé de s'installer du fait des persécutions en Cochinchine. Il fonde avec l'appui du roi du Siam l'église Saint-Joseph d'Ayutthaya et son séminaire, qui devient l'établissement de base des missionnaires pour les différents pays d'Asie. Avec l'arrivée de François Pallu, il lance le premier synode dont sortent les Monita ad Missionarios, un ensemble d’Instructions aux missionnaires qui deviendront le vade-mecum des missionnaires jusqu'à nos jours. Pierre Lambert part secrètement au Tonkin de septembre 1675 à juin 1676 ; il y ordonne les premiers prêtres autochtones du Vietnam. Il prône l'égalité entre les prêtres européens et asiatiques sans distinction de races. Il lutte fermement contre l'influence du Padroado (concessions de droits et devoirs concédées par le pape aux rois du Portugal et de l'Espagne pour l'évangélisation des territoires nouvellement découverts), et les méfaits des religieux qui se consacrent au commerce ou aux luttes d'influence auprès des rois asiatiques. Il fonde la première congrégation féminine asiatique, les Amantes de la Croix. Son influence auprès du roi du Siam est déterminante dans l'établissement des relations entre la France et le royaume du Siam. Il tombe malade en 1678 et, après plusieurs mois de maladie, meurt à Ayutthaya à l'âge de 55 ans.
Pierre Lambert de La Motte a joué un rôle très important dans les missions catholiques en Asie : il est l'un des fondateurs des Missions étrangères de Paris ; sa lutte incessante contre l'influence des jésuites et sa dénonciation des excès des religieux et du mélange entre la religion et le commerce jouent un grand rôle dans la baisse de l'influence du système du Padroado. La missiologie de Pierre Lambert donne une large place à l'établissement d'un clergé autochtone et au développement de religieuses asiatiques. Le rôle essentiel qu'il donne à l'éducation aux plus pauvres à Rouen, est l'un des premiers exemples d'assistance publique en France.

## Biographie

### Jeunesse

#### Enfance
Pierre Lambert est issu d'une famille de la noblesse de robe de Normandie. Ses ancêtres sont des catholiques convaincus qui luttèrent contre les protestants, et furent des partisans du roi Philippe II d'Espagne contre le protestant Henri IV en 1591. Son père abandonne ses fonctions de bailli à Évreux et s'installe à Lisieux avec sa femme et leur fille aînée, Marie, née en 1623.
Pierre Lambert de La Motte naît au mois de janvier 1624 et est baptisé le 16 janvier 1624 en l'église Saint-Jacques de Lisieux. Cinq autres enfants naissent, dont seulement deux survivent : Marie, en 1627 et Nicolas, en 1631.
Pierre Lambert est éduqué par un précepteur ecclésiastique. Il se montre très vite un enfant très sérieux et mature, mais aussi solitaire, se mêlant peu aux autres enfants de son âge.
Dès sa première communion, il est attiré par la vie religieuse et éprouve vers l'âge de neuf ans une expérience spirituelle qu'il relate trente ans plus tard : il veut se consacrer à Dieu mais ne trouve pas la congrégation qui lui correspond : « Il m'est revenu à l'esprit, une vue très forte qui m'avait longtemps occupé à l'âge d'environ 9 ans […], m'interrogeant un jour si je pourrais bien embrasser la vie de quelques-uns des religieux, j'aperçus que je n'avais point goût pour entrer dans aucune de ces maisons, parce qu'ils ne me semblaient pas mener une vie assez parfaite. ». Dès lors il redouble de piété et de charité : il distribue son argent aux pauvres qu'il rencontre et montre un zèle pour le catéchisme qui surprend son entourage. Idéaliste, il cherche un engagement radical mais aucun ne correspond à ses vœux. Il poursuit donc ses études à Caen chez les Jésuites, comme le veut la tradition familiale.

#### Études universitaires

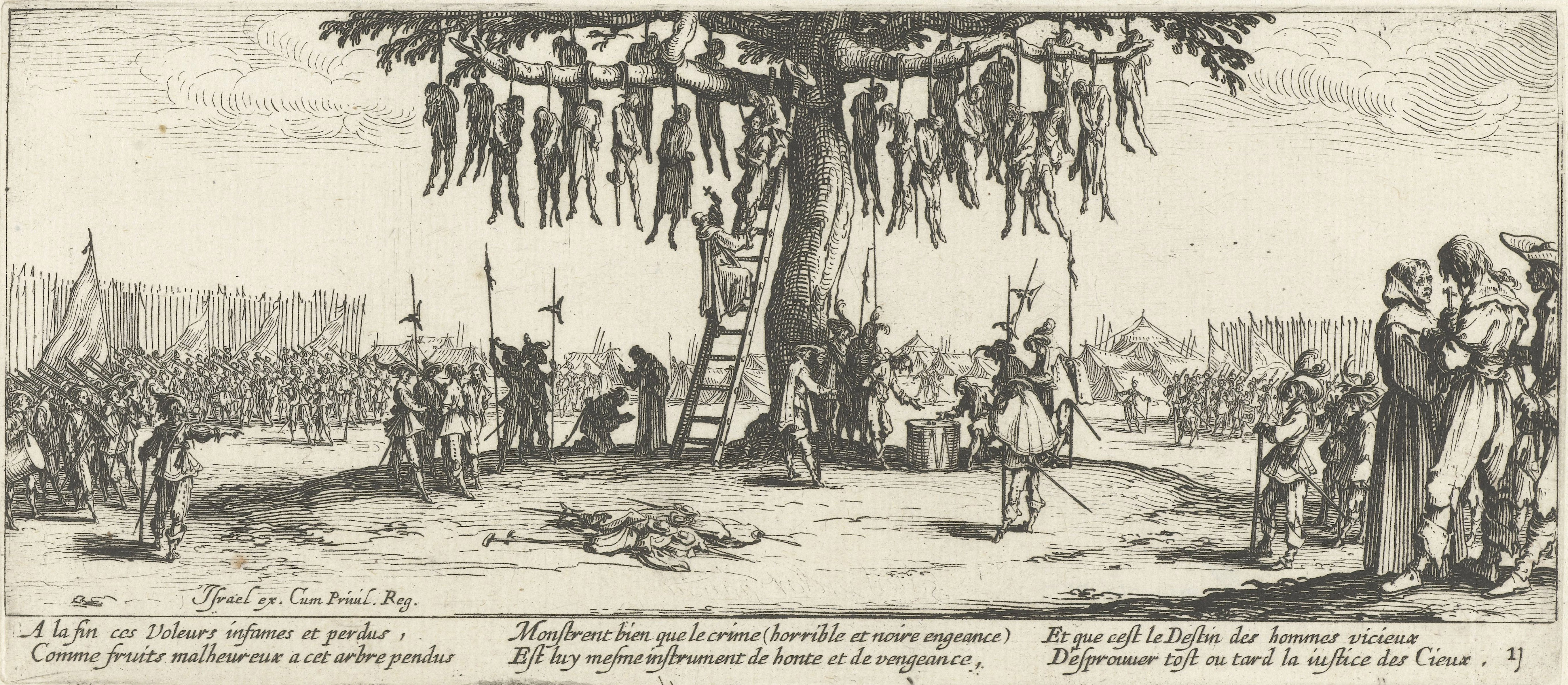
Les Grandes Misères de la guerre, gravure de Jacques Callot, XVIIe siècle.

Pierre Lambert entre au collège des Jésuites de Caen, l'établissement réputé où se forme une bonne partie de l'élite de Normandie. Il y étudie les arts, le droit civil, le droit canon, la médecine et la théologie. Il se montre un excellent élève et il est remarqué pour sa piété et est admis dans la congrégation de la Sainte Vierge qui regroupe les meilleurs élèves.
Néanmoins, cette période est marquée par de nombreux troubles qui touchent la Normandie : le roi de France Louis XIII déclare la guerre à l'Espagne lors de la guerre de Trente Ans. Le père de Pierre est mobilisé malgré son âge (il a 60 ans) et meurt peu après. L'augmentation des impôts et les effets de la guerre conduisent à l'apparition de famines et à la révolte des va-nu-pieds, révolte sévèrement réprimée par le chancelier Séguier sur ordre de Richelieu.
Pierre continue ses études, pendant que se gère difficilement l'héritage de son père ; peu après, en 1638, sa grand-mère paternelle et sa mère meurent aussi. En 1640, comme Pierre est orphelin et encore mineur, la famille est dirigée par un tuteur qui meurt à son tour quatre ans plus tard. En 1644, Pierre doit gérer l'héritage et la responsabilité de sa sœur et son frère.

#### Conseiller du roi et Fronde

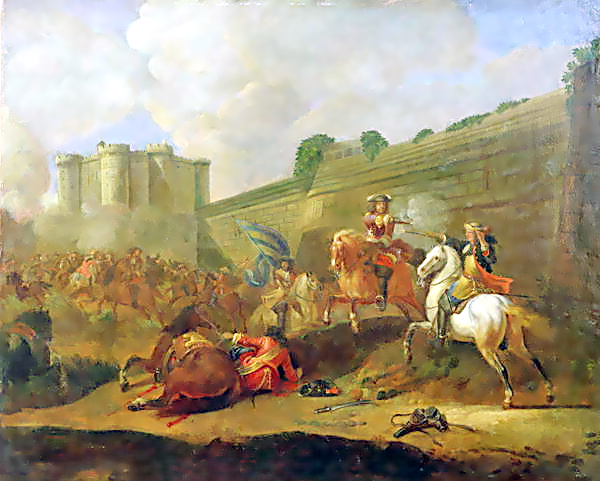
Épisode de la Fronde au Faubourg Saint-Antoine, près des remparts de la Bastille. Anonyme, XVIIe siècle.

En 1646, à l'âge de 22 ans, Pierre Lambert achète une charge de « conseiller du roi » à Rouen. Chargé des finances, il rencontre alors la noblesse locale, dont Pierre Corneille, le célèbre auteur du Cid, un de ses confrères au parlement de Rouen. Il adhère à la Congrégation de l'Assomption, une association de piété qui regroupe les catholiques aisés de Rouen.
Bien qu'il soit un « bon parti » à Rouen, Pierre Lambert n'envisage pas de se marier. Il mène une vie très ascétique en se mettant sous la conduite du jésuite Julien Hayneufve. Celui-ci lui fait découvrir une spiritualité missionnaire fortement inspirée par l'exemple des premiers martyrs de la Nouvelle-France (le Canada actuel) : Isaac Jogues, Jean de Brébeuf, Gabriel Lalemant. Après quelque temps, il décide même de déménager afin d'être à proximité des jésuites.
L'année 1648 est marquée par de graves troubles en France : après la Guerre de Trente Ans, et la Paix de Westphalie, une guerre civile débute pendant la régence du futur Louis XIV. L'opposition des parlements régionaux à la Régence oblige la famille royale à quitter Paris pour Saint-Germain-en-Laye en janvier 1649. Le duc de Longueville, gouverneur de Normandie, rejoint les Frondeurs le 10 janvier 1649. Pierre Lambert de La Motte est chargé de détourner l'argent du roi au profit du duc. Il rencontre à cette occasion Jean de Bernières (ou Jean de Bernières-Louvigny), alors trésorier de France à Caen,. La menace de l'intervention du roi d'Espagne a cependant vite raison du ralliement de la Normandie à la Fronde ; dès le 11 mars 1649, la paix de Rueil scelle la réconciliation avec la Régence, et le 1er février la reine visite Rouen. Pierre Lambert de La Motte assiste aux cérémonies officielles.

#### Déceptions et rupture

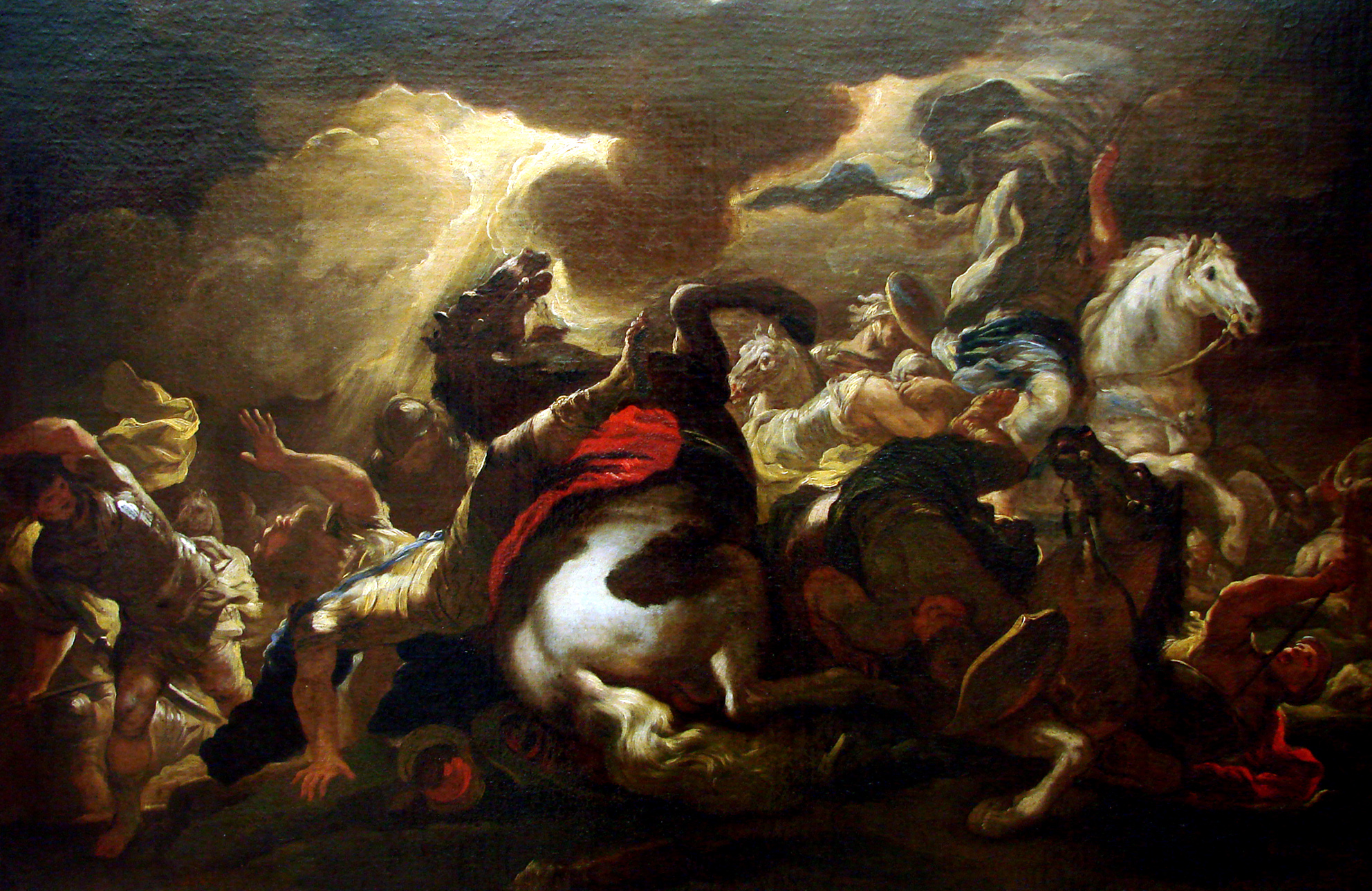
La conversion de Saint Paul sur le chemin de Damas par Luca Giordano, vers 1690.

Cette période marque un dégoût de Pierre Lambert de La Motte pour les affaires politiques. Il fréquente de plus en plus les gens d'Église, et en dehors des fonctions civiles qu'il continue à occuper, participe de plus en plus aux œuvres de charité et de piété. Au cours de ses vacances, il fonde une confrérie ecclésiastique afin d'aider à la formation des prêtres sur le modèle de Vincent de Paul et il fait d'importantes donations à Jean Eudes qui fonde le grand séminaire de Coutances. Il finance aussi des missions d'Eudistes à Lisieux.
Un accident le marque profondément : alors qu'il part à cheval pour la préparation du mariage de sa sœur, sa monture prend peur et le fait tomber dans un ruisseau. Tout barbouillé de boue, il affirme alors voir « sa vanité confondue ». Il se rappelle la conversion de Paul et décide de se rendre à son rendez-vous malgré sa tenue. Cet épisode est pour lui le signe qui le conduit à suivre l'appel religieux auquel il désire répondre depuis longtemps sans l'accomplir. En janvier 1653 le mariage de sa dernière sœur le libère de toute obligation familiale en tant qu'aîné de sa famille. Peu après, il se met en congé de sa charge de conseiller du roi et, le 23 décembre 1654, part pour l'ermitage de Caen, dirigé par l'ancien trésorier du roi de France, Jean de Bernières.

### Vie religieuse

#### Conversion et reconversion

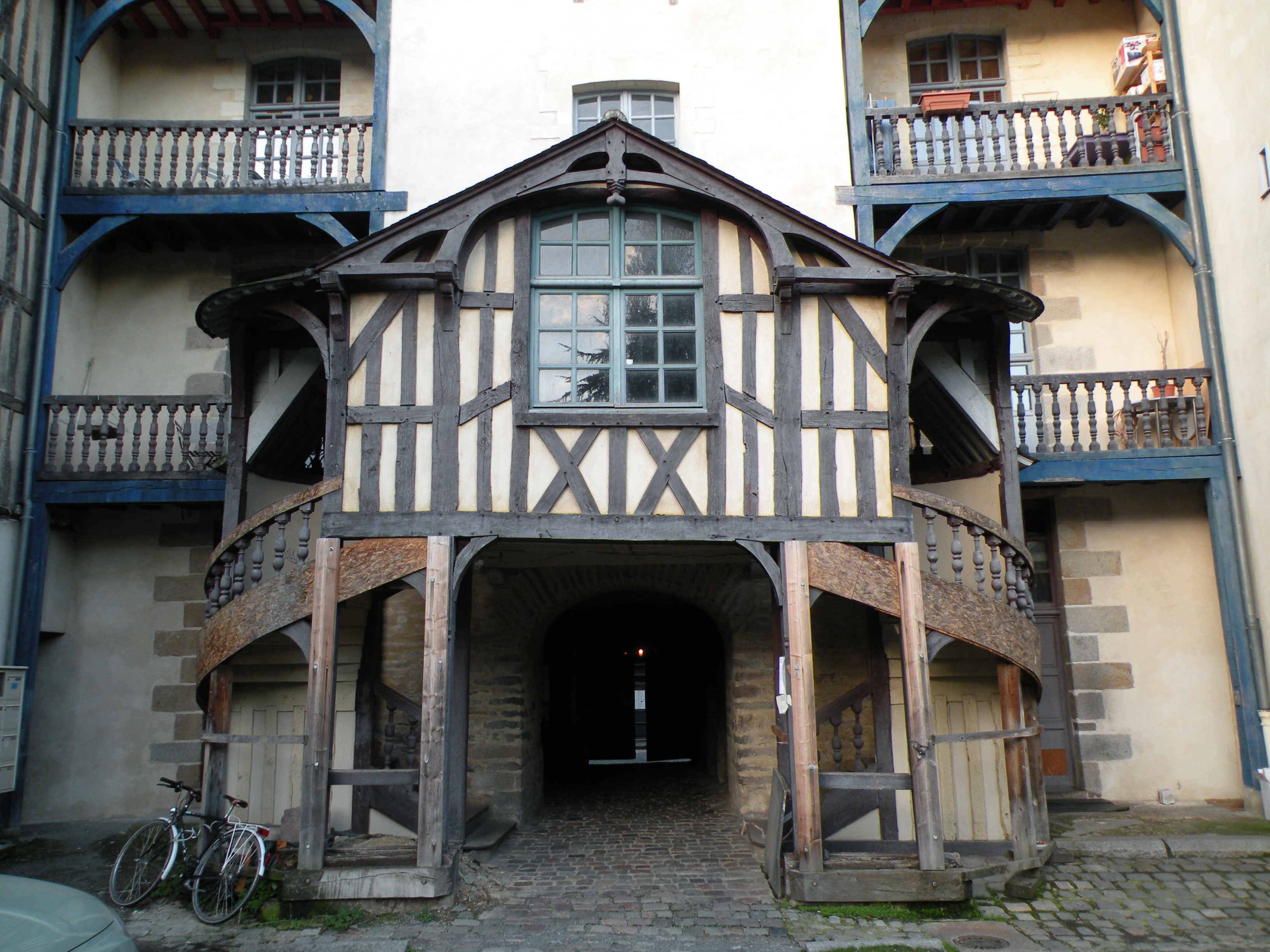
Escalier de la Grande maison des Carmes de Rennes.

La ville de Caen est l'une des plus religieuses de Normandie, siège de ce que les historiens appellent le « milieu mystique normand ». L'ermitage de Caen, fondé par Jean de Bernières, accueille une dizaine de personnes qui cherchent « une voie d'accès à l'expérience intérieure du divin ». Cet ermitage est un lieu de foisonnement spirituel en relation avec Jean Eudes, Henry-Marie Boudon, François de Montmorency-Laval, Jean-Pierre Camus, Philippe Cospéan, Jean-Baptiste Saint-Jure, Marie de l'Incarnation, Mechtilde du Saint-Sacrement.
La spiritualité de l'ermitage de Caen est influencée par l'École française de spiritualité mais aussi par Chrysostome de Saint-Lô, un franciscain qui développe la « doctrine de la désoccupation » des créatures : doctrine qui consiste au détachement de toutes les choses créées pour n'avoir que Dieu comme seul intérêt, à travers la recherche des idéaux de pauvreté de François d'Assise, d'humilité et d'amour de la Croix. L'ermitage de Caen se montre aussi très exigeant sur la recherche de l'abandon et la lutte contre l'amour propre, par l'introspection, tout en donnant une grande place à la liberté humaine. Pour Pierre Lambert, la vie à l'ermitage constitue une profonde remise en question qui provient à la fois de la perte de son statut social et à l'expérience de la solitude. Certains de ses proches désapprouvent son choix et Pierre Lambert lui-même montre encore un certain attachement aux affaires du monde.
En avril 1655, il prend la décision de résilier toutes ses charges et envisage d'entrer dans les ordres. Jean de Bernières, personnage influent dans le milieu missionnaire, cherche à le nommer vicaire apostolique du Canada. Ils partent à Paris afin de réaliser leurs projets. Les intrigues de pouvoir, et notamment l'opposition de l'archevêque de Rouen, qui craint de perdre le droit de juridiction qu'il a sur la Nouvelle-France, contribuent à l'échec du projet, qui doit être abandonné.
Face à cette difficulté supplémentaire, Pierre Lambert revient à Caen et décide de faire un pèlerinage sur la tombe du carme Jean de Saint-Samson, considéré comme le Jean de la Croix français. Le 25 juillet 1655, sans argent, habillé comme un mendiant, en pèlerine, il arrive à Rennes. Devant sa tenue suspecte, les carmes refusent de l'accueillir mais Pierre Lambert reste à Rennes pendant neuf jours, le temps d'une neuvaine. Ce pèlerinage le marque profondément et manifeste le début de sa vie mystique. À son retour, il entre au séminaire de Coutances fondé par Jean Eudes.

#### Ordination et tiraillements
Il reçoit l'ordination diaconale le 21 décembre 1655 des mains de l'évêque de Bayeux.
Il a, à cette occasion, une deuxième expérience mystique, recevant la certitude qu'il « devrait s'attendre à être immolé à lui-même et à souffrir toutes choses jusqu'au dernier soupir, pour contribuer à la conversion et la sanctification des âmes. » Le 27 décembre 1655, il est ordonné prêtre. Il fait une retraite et célèbre sa première messe le 8 février 1656. Après la messe, il écrit dans son journal : « L'amour dont il a plu à Dieu de m'enflammer aujourd'hui, pendant la messe et après la messe, s'est, ce me semble, porté avec plus d'ardeur sur les peuples qui ne l'ont jamais connu que sur les autres qui ont déjà reçu sa connaissance, et il me semble qu'il faut que j'aille chercher au-delà des mers ces pauvres aveugles que Dieu veut tirer des ténèbres, par le mérite de son sang répandu généralement pour tous. » Ces deux expériences spirituelles sont d'autant plus problématiques pour Pierre Lambert, qu'il ne connaît pas alors les missions dans les Indes et qu'on lui a demandé de renoncer aux missions du Canada. Peu après, Pierre Lambert projette de poursuivre ses études à la Sorbonne, mais ses projets échouent.

#### Service des pauvres

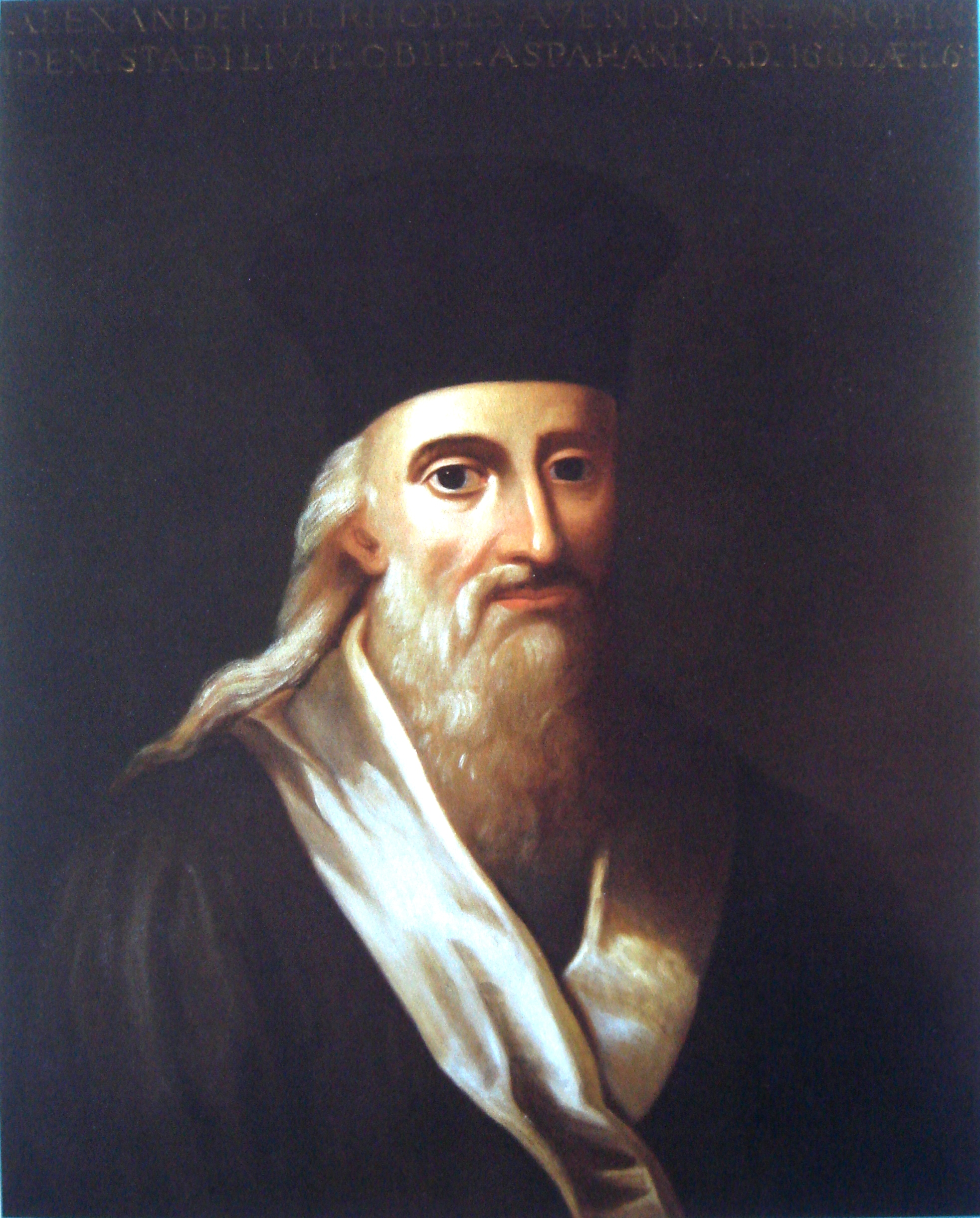
Portrait d'Alexandre de Rhodes.

Au printemps 1656, meurt le titulaire du poste important de « directeur des bureaux des pauvres ». Le bureau des pauvres est responsable des orphelins, des adolescents et vieillards valides ramassés sur la voie publique, des « filles repenties » ainsi que de la distribution des aumônes pour les pauvres des paroisses. Pierre Lambert se voit proposer le poste. Ses anciennes fonctions administratives en font le candidat idéal. Il accepte et entre en fonction au cours de l'année 1656.
Il profite de ce poste pour mettre en œuvre une profonde réforme de l'aide aux pauvres, ce qui fait de lui, avec Vincent de Paul, l'un des plus grands promoteurs de l'assistance publique en France. Il y applique ses idées : celle que l'assistance aux pauvres ne doit pas se résumer à la distribution de la nourriture, mais doit faire la promotion humaine par l'éducation qui trouve son fondement dans la dignité d'enfant de Dieu. Il alterne des mesures officielles et des démarches personnelles : il aménage les structures existantes pour les enfants et engage en leur sein un membre laïc, Adrien Nyel, pour enseigner à ces enfants. C'est le premier exemple de décléricalisation de l'enseignement charitable en France. Dans le même temps il entreprend des démarches personnelles à Paris, où il rencontre une société de femmes veuves, les Filles de la Croix, qui se dévouent aux pauvres ; il les convainc de fonder un institut à Rouen.
Pour lui-même, Pierre Lambert développe une vie de pénitence et de prière assidues : il prie quatre à cinq heures par jour, ne prend qu'un repas quotidien et étudie la théologie avec l'aide d'un professeur de théologie présent à Rouen. Au printemps 1657, il part à Paris voir son frère Nicolas, alors séminariste. Il y rencontre Vincent de Paul qui l'encourage dans son action au sein de la Compagnie du Saint-Sacrement qui était l'un des principaux soutiens aux missions.
Alexandre de Rhodes, missionnaire jésuite, de retour d'Asie, a décrit au pape la situation très difficile du christianisme en Asie. Il essaye de convaincre le Saint-Siège de nommer des vicaires apostolique au Tonkin et en Cochinchine afin de développer un clergé autonome et d'éviter les persécutions contre les chrétiens du fait de la présence de missionnaires européens. Après qu'il a proposé son projet, Rome le charge de trouver des évêques possibles pour cette mission. Alexandre de Rhodes trouve appui auprès des prêtres de la Compagnie du Saint-Sacrement qui le soutiennent dans ses recherches. Pierre Lambert de la Motte, membre de la Compagnie du Saint-Sacrement, apprend la recherche d'un vicaire apostolique et, avec l'accord de son accompagnateur spirituel, propose sa candidature.

### Missionnaire pour l'Asie

#### Fondation des Missions étrangères de Paris
Le contexte de la nomination de Pierre Lambert de La Motte est très particulier dans l'histoire de l'évangélisation au XVIIe siècle. Le « Padroado », ensemble de droits et obligations concédés entre les royaumes du Portugal, d'Espagne et la papauté, avait établi des liens étroits entre les colonies et le christianisme. Les débuts difficiles du christianisme en Asie, avec le massacre des chrétiens au Japon et la persécution en Asie, mettent en évidence les difficultés de l'évangélisation. Afin d'accompagner et de diffuser la foi catholique, le pape crée une nouvelle congrégation, la « Propaganda Fide » en 1622. Cette congrégation mène trois enquêtes sur les missions (en 1625, 1628, 1644) dont les résultats sont très critiques : les missions sont minées par des querelles entre religieux, le mélange de la politique et de la religion dans les pays se fait au détriment de la foi ; le clergé est marqué par une volonté d'enrichissement et néglige l’apprentissage des langues locales ; l'autorité du Saint-Siège est remise en cause par les Jésuites et les représentants des royaumes.
Afin de tenter de résoudre les problèmes des missions et lutter contre la corruption dans le clergé, le Saint-Siège ordonne secrètement deux évêques chargés de développer un clergé autochtone. Mais cette mission échoue, le Portugal et les Jésuites, alors dotés de pouvoirs exceptionnels et très liés entre eux, refusent de voir leurs pouvoirs diminuer. Ils arrêtent les deux évêques et les renvoient sans qu'ils aient pu atteindre l'Asie. Dans ce contexte, les propositions d'Alexandre de Rhodes, fervent partisan du pape, sont accueillies favorablement mais aussi avec méfiance du fait des tensions politiques qu'elles entraînent. C'est donc après la mort d'Innocent X et l'élection d'Alexandre VII en 1655 que le projet d'Alexandre de Rhodes est repris. François Pallu part au printemps 1656 à Rome pour sonder la volonté du nouveau pape : l'accueil est favorable, mais aucune décision n'est prise.
La Compagnie du Saint-Sacrement envoie alors à Rome Pierre Lambert de La Motte, dont on espère que les qualités diplomatiques permettront de débloquer la situation,. Il arrive à Rome le 18 novembre 1657 et use de ses talents pour rencontrer le secrétaire de la « Propaganda Fide ». Au bout d'une semaine il obtient un entretien. Cet entretien permet la fondation des Missions étrangères de Paris, bloquée depuis des mois. Pierre Lambert garantit le paiement des vicaires sur sa fortune personnelle et semble rassurer le Saint-Siège. François Pallu, Ignace Cotolendi et lui-même sont choisis pour être les premiers vicaires apostoliques pour l'Asie,,,.

#### Préparation pour le départ

##### Évêque

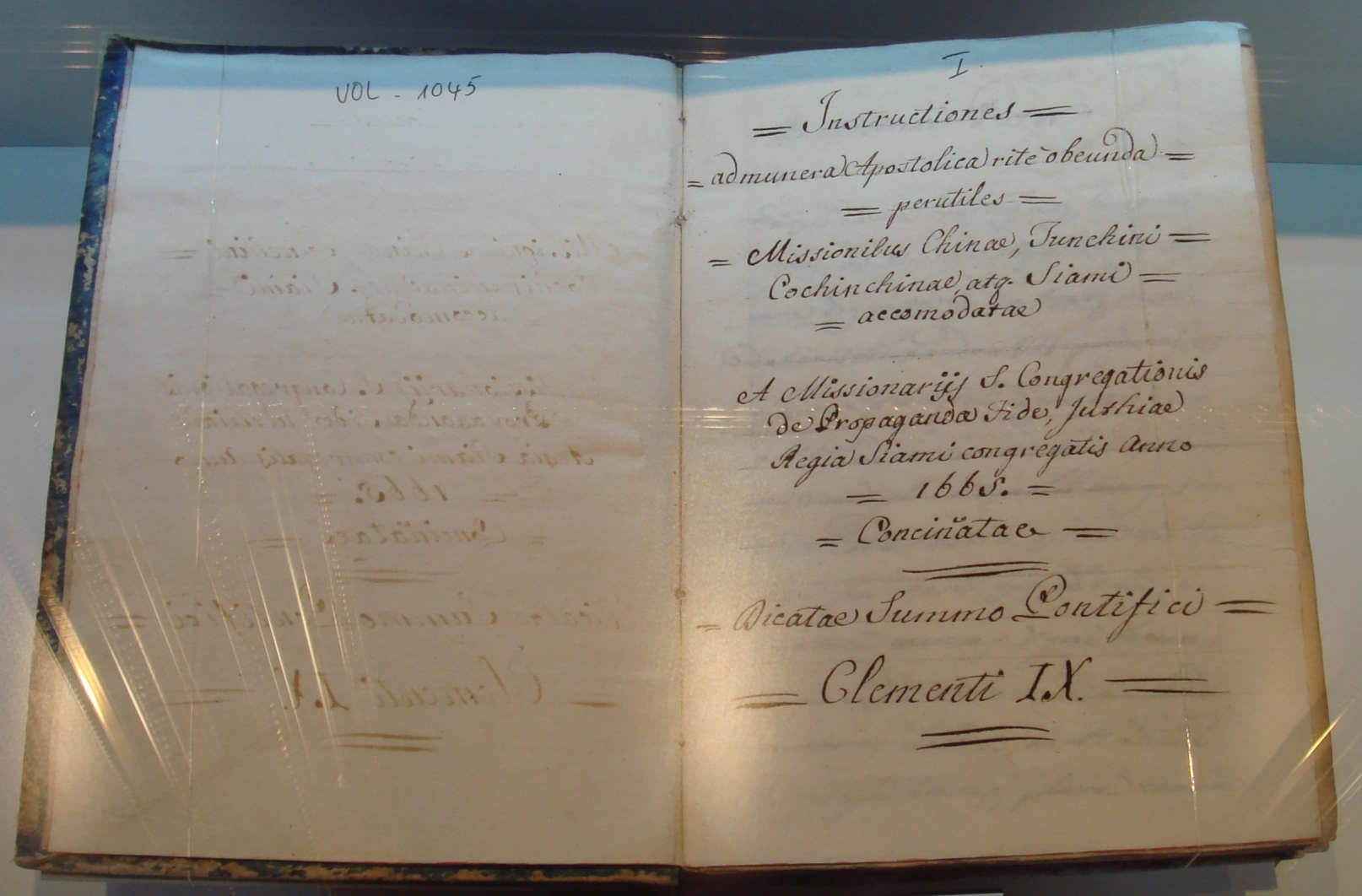
Instructions aux missionnaires, 1665.

La Congrégation se méfie fortement du Portugal et des Jésuites qui avaient mis à mal les premières tentatives de nomination d'évêques. Ses membres recommandent donc la plus grande discrétion à Pierre Lambert et à François Pallu. Pierre Lambert respecte ces consignes, ce qui est une source d'incompréhension pour ses amis, qui fréquentent les Jésuites.
Le 8 juin 1658, la Congrégation nomme Pallu et Lambert évêques, respectivement d'Héliapolis et de Bérythe. Le 17 août, elle assigne le vicariat apostolique de Cochinchine à Pierre Lambert, et celui du Tonkin à François Pallu. Ce dernier est ordonné à Rome le 17 novembre, tandis que Pierre Lambert attend. En 1659, ils reçoivent de Rome les Instructions romaines de 1659, un ensemble de lignes de conduite à suivre dans leurs diverses missions.
Pierre Lambert se montre discret ; une semaine avant son ordination il vient à Paris, pour résoudre des problèmes liés à son départ de Rouen. Le 11 juin 1660, il reçoit l'ordination épiscopale des mains de l'archevêque de Tours,.

##### Route pour l'Asie
Dans cette période, la Compagnie du Saint-Sacrement, principal soutien aux missions, est menacée de dissolution du fait de l'opposition du pouvoir politique et de l'archevêque de Rouen.
Pierre Lambert part le 18 juin 1660 avec un prêtre, Jacques de Bourges et un laïc, François Deydier, sans prévenir personne, pas même sa famille,. Ils font étape à Lyon puis arrivent à Marseille. Le 27 novembre 1660, ils quittent Marseille pour Alexandrette où ils abordent le 11 janvier 1661. Respectant à la lettre les Instructions romaines, ils poursuivent leur voyage par voie terrestre, seul moyen d'éviter de passer par les colonies portugaises. À Alep Pierre Lambert reçoit du consul la protection de l'empire Ottoman en tant que français. Le 4 mars, ils arrivent à Bagdad et sont hébergés par des capucins français. Ils prennent le bateau sur le Tigre en direction de Bassora, port où se côtoient Anglais, Portugais et Hollandais. Ils rejoignent Ispahan et cherchent à atteindre la Cochinchine en passant par l'Inde, le Népal et le Bhoutan afin d'éviter les voies maritimes contrôlées par les Portugais.
Pierre Lambert écrit alors son premier rapport au Saint-Siège sur l'état de l'Église, dénonçant une réalité très différente de la vision donnée à Rome : les religieux n'ont ni l'aura ni l'importance décrites par les Jésuites, ne se soucient pas d'évangélisation et s'occupent de considérations politiques. Il critique sévèrement les Jésuites qui bénéficiaient alors d'une renommée importante dans l'Église.
Pierre Lambert et ses compagnons continuent leur route par Surate à la fin de 1661. Ils apprennent qu'ils sont recherchés par les Portugais qui cherchent à les renvoyer. Ils traversent l'Inde par l'ouest, en passant par Golconde et arrivent à Masulipatnam dans le Golfe du Bengale le 6 mars 1662.
Pierre Lambert en profite pour faire un deuxième rapport où il décrit le contre-témoignage des missionnaires présents du fait du relâchement des mœurs : « on trouvera que l'ignorance et le vice règnent généralement dans le clergé, mais aussi la corruption due aux liens entre le clergé et le commerce. »
Pierre Lambert exprime dans son rapport son point de vue sur les autres religions, alors méconnues. Bien qu'il ait été éduqué dans un climat d'intolérance religieuse, le rapport qu'il fait sur l'hindouisme et les musulmans est relativement bienveillant, Pierre Lambert reconnaissant une authenticité religieuse dans la pratique de ces religions.
Le 26 mars 1662, il part sur un bateau musulman pour traverser le Bengale. Le 28 avril 1662, il arrive à Mergui, puis passe par Tenasserim et entre en mai 1662 dans le Royaume d'Ayutthaya.

#### Mission siamoise

##### Installation au Siam

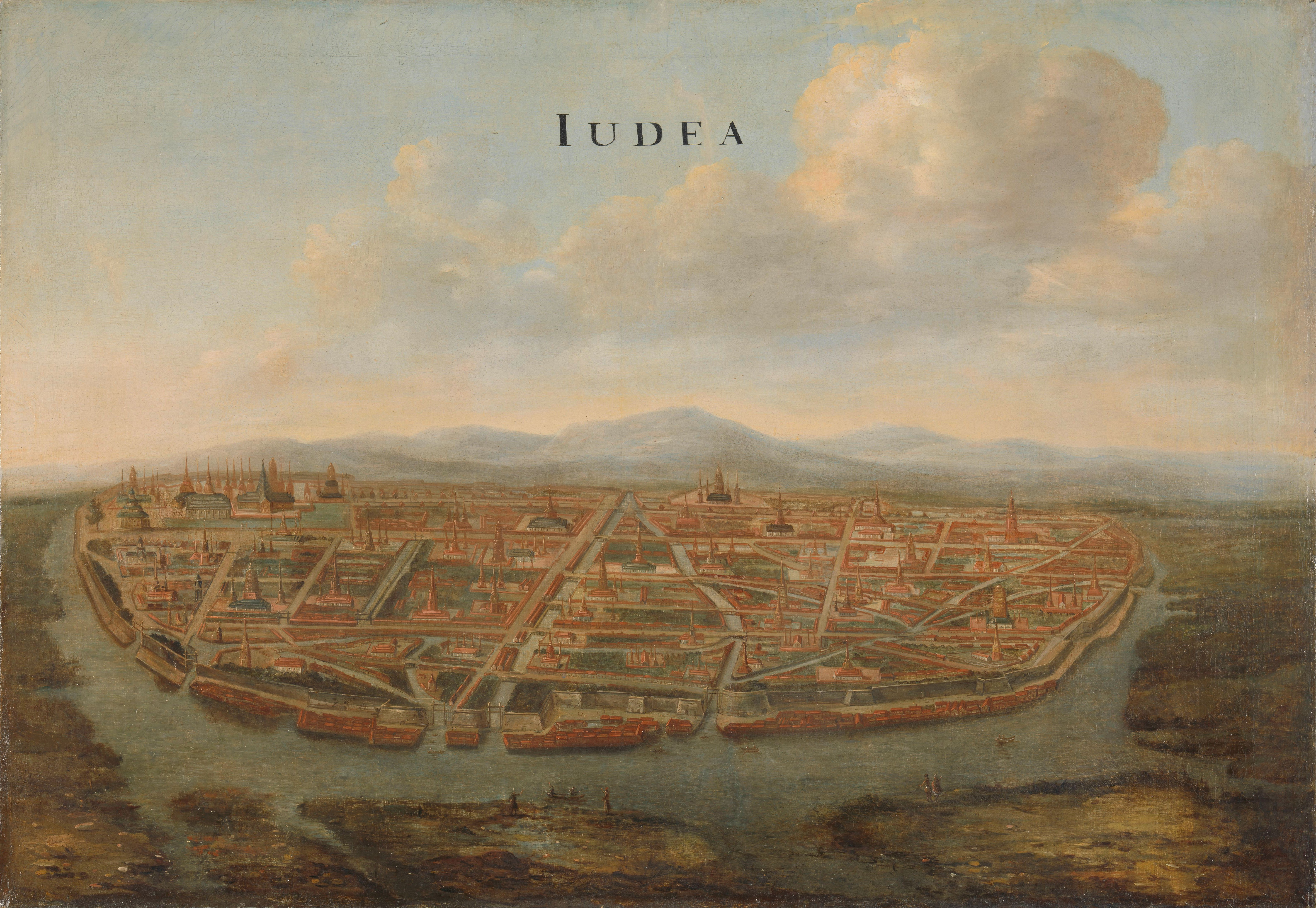
Dessin d'Ayutthaya réalisé par des hollandais aux alentours de 1665.

L'arrivée de Pierre Lambert, accompagné de quelques prêtres, au royaume d'Ayutthaya correspond à la période des pluies, le condamnant à rester sur place. Le royaume du Siam surprend les missionnaires : la liberté de culte pour les chrétiens est importante, et la population se montre très respectueuse des chrétiens. Les bonzes, religieux bouddhistes, se montrent indifférents à l'arrivée des chrétiens dans ce royaume où le bouddhisme est pourtant religion d'état. Une communauté chrétienne est présente sur place, principalement composée de Portugais, de Cochinchinois (Vietnamiens) et de Japonais.
La présence des religieux chrétiens sur place n'est pas réconfortante car ils sont peu exemplaires : Pierre Lambert dénonce leur peu de connaissance de la foi, leur absence de respect des préceptes chrétiens, la place des intérêts commerciaux dans leur vie et leurs comportements « déréglés, ». Il décide de faire une retraite et de faire pénitence par un jeûne de viande. La fin de sa retraite le conforte dans l'idée de fonder une nouvelle institution qu'il veut appeler la Congrégation des Amateurs de la Croix de Jésus-Christ et qui aura pour vocation d'être un modèle de vie apostolique et de vertu, à travers une vie d'ascèse,. Il apprend le cochinchinois auprès de Hollandais présents à Ayuttaya.
Il célèbre les premiers baptêmes mais très vite les autres missionnaires présents sur place remettent en cause le nouveau venu qui dérange. Il apprend par les Hollandais qu'on tente de l'empoisonner et se réfugie auprès de la communauté chrétienne cochinchinoise. Il écrit au préfet de la Propagande les graves difficultés auxquelles il est confronté. Il se montre extrêmement sévère envers les religieux portugais et les Jésuites, demandant leur renvoi et dénonçant les rapports qu'ils entretiennent avec la politique et le commerce,.
Les critiques émises par Pierre Lambert à l'encontre des Jésuites font l'effet d'une bombe : leur situation en France est différente de celle aux Indes, d'autant qu'ils tiennent une place très importante auprès du roi de France et peuvent avoir une influence sur l'appui et le soutien du roi et de nombreux Français aux Missions étrangères de Paris. Beaucoup ne comprennent pas l'attitude très critique de Pierre Lambert. Afin d'éclaircir la situation, il décide de proposer, dans une lettre de juillet 1663, sa démission de sa charge de vicaire apostolique : soit elle sera acceptée, soit il recevra une confirmation de sa charge par le Saint-Siège.

##### Luttes et consolidations
Les débuts de Pierre Lambert sont difficiles : il quitte Ayutthaya pour Canton afin de rejoindre la Cochinchine, mais une tempête dans le Golfe du Siam le contraint à retourner vers Ayutthaya après deux mois de traversée périlleuse. De plus les religieux portugais, présents depuis 1607, voient d'un mauvais œil l'arrivée de Pierre Lambert et des missionnaires français. Proches du roi, ils le soutiennent en l'aidant à la construction de murailles autour de son palais, au grand dam de Pierre Lambert qui voit là une trahison de leur vocation religieuse. Le 11 juillet 1663, dans une lettre écrite à l'intention du pape, il demande que les religieux portugais soient remplacés par des membres qui dépendent uniquement de la Congrégation « Propaganda Fide ».
Une visite d'un responsable des Jésuites, venant de Goa, a pour objectif d'emprisonner les nouveaux missionnaires et de les renvoyer en Europe, car ils n'ont pas l'autorisation du roi du Portugal. Mais les cochinchinois, avertis des menaces pesant sur Pierre Lambert et ses compagnons, les défendent par les armes et chassent les représentants portugais. Impressionnés par la défense des cochinchinois, les Portugais tentent alors de les expulser par la voie juridique.
Pierre Lambert décide de prier et de faire une retraite pendant 40 jours, qu'il commence le 3 novembre 1663. Le fruit de cette retraite est la volonté de fonder une congrégation apostolique, contemplative et missionnaire, qui serait sous l'autorité de Rome.
Le 27 janvier 1664, François Pallu arrive à Ayutthaya avec quatre des dix compagnons de route qui ont fait la traversée avec lui, les six autres ayant péri en cherchant à rejoindre l'Asie. Ils confrontent leurs expériences et leurs points de vue. François Pallu, alors très proche des Jésuites cherche à calmer la situation et tente une conciliation. Après avoir essayé de limiter l'impact des écrits de Pierre Lambert contre les Jésuites, il dénonce à son tour leurs manquements auprès de Rome.

##### Synode d'Ayutthaya et Monita ad Missionarios
La réunion des deux évêques François Pallu et Pierre Lambert de La Motte est l'occasion de faire un premier bilan : en effet, les deux vicaires apostoliques se retrouvent dans des pays qu'ils ne connaissent pas ou très peu. La traversée et la découverte de l'Asie permettent aux deux hommes de confronter leur vision mais aussi d'essayer de comprendre pourquoi le christianisme ne s'établit pas dans cette région. Enfin c'est pour eux le moyen d'élaborer un ensemble de normes de conduite dans des pays de culture différentes. Ils organisent donc un synode à Ayutthaya.
Du synode d'Ayutthaya découle les « Monita ad missionarios » (Instructions aux Missionnaires) : un ensemble de codes de conduite des missionnaires. Les « Monita ad Missionarios » recommandent une vie d'oraison, une pastorale respectueuse de la culture locale (une forme d'inculturation), mais aussi de la formation religieuse des nouveaux convertis. Le texte est cosigné par les deux évêques François Pallu et Lambert de La Motte et envoyé au Saint-Office. La Congrégation de la Propaganda Fides le valide et le publie en 1669, faisant de ces Instructions l'une des normes de conduite officielle de l'Église catholique, norme de conduite encore actuelle.
La situation des chrétiens au Tonkin et en Cochinchine est dramatique : les rois des deux pays poussent à l'exil les missionnaires et lancent des politiques de persécutions brutales qui conduisent au martyre de nombreux chrétiens convertis et de missionnaires. Ayutthaya devient un lieu de refuge de nombreux missionnaires.
L'arrivée de François Pallu, conjuguée à la situation dramatique du fait des persécutions antichrétiennes, est l'occasion d'une baisse des tensions entre les Portugais et les Français. Face à ces persécutions, Pierre Lambert et François Pallu ont un point de vue différent : le premier pense qu'elles ont pour cause la confusion chez les missionnaires entre le commerce et la vie apostolique alors que le second y voit une haine du christianisme.

##### La mission de France

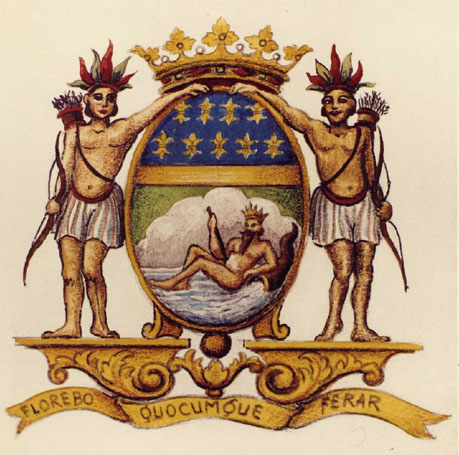
Armoiries de la Compagnie des Indes orientales avec sa devise « Florebo quocumque ferar » (Je fleurirai partout où je serai portée).

Les critiques émises par Pierre Lambert de La Motte contre les Jésuites font des remous auprès des soutiens des Missions étrangères en France. Le supérieur des Jésuites du Japon, Philippe Marini, revient en France et se montre très opposé à l'émergence des Missions étrangères. Peu après les Jésuites font suspendre le soutien financier du roi de France aux Missions étrangères. Les directeurs de la nouvelle Société des Missions étrangères, proche des Jésuites, ont du mal à comprendre les critiques de Pierre Lambert, d'autant que les abus sont cachés par les Jésuites. François Pallu et Pierre Lambert décident d'envoyer en France François de Bourges, le prêtre qui les accompagne depuis le début, avec pour mission de transmettre des lettres de la part de Pierre Lambert de la Motte et d'être son représentant.
En France, le pouvoir politique, sous la direction du ministre Jean-Baptiste Colbert, cherche à s'implanter en Asie. Louis XIV lance la Compagnie française des Indes orientales afin de favoriser les intérêts politiques et économique de la France.
Un désaccord naît entre Pierre Lambert et François Pallu : Pierre Lambert est opposé à toute utilisation du pouvoir politique et à la collusion entre commerce et missions, tandis que François Pallu cherche les intérêts communs entre les missionnaires et le commerce de France. Face à cette opposition, François Pallu revient en France. Le 17 janvier 1665, il quitte la capitale siamoise. Pierre Lambert reste au Siam et commence à évangéliser autour de lui avec l'aide de prêtres ordonnés.

##### Influence auprès du roi de Siam

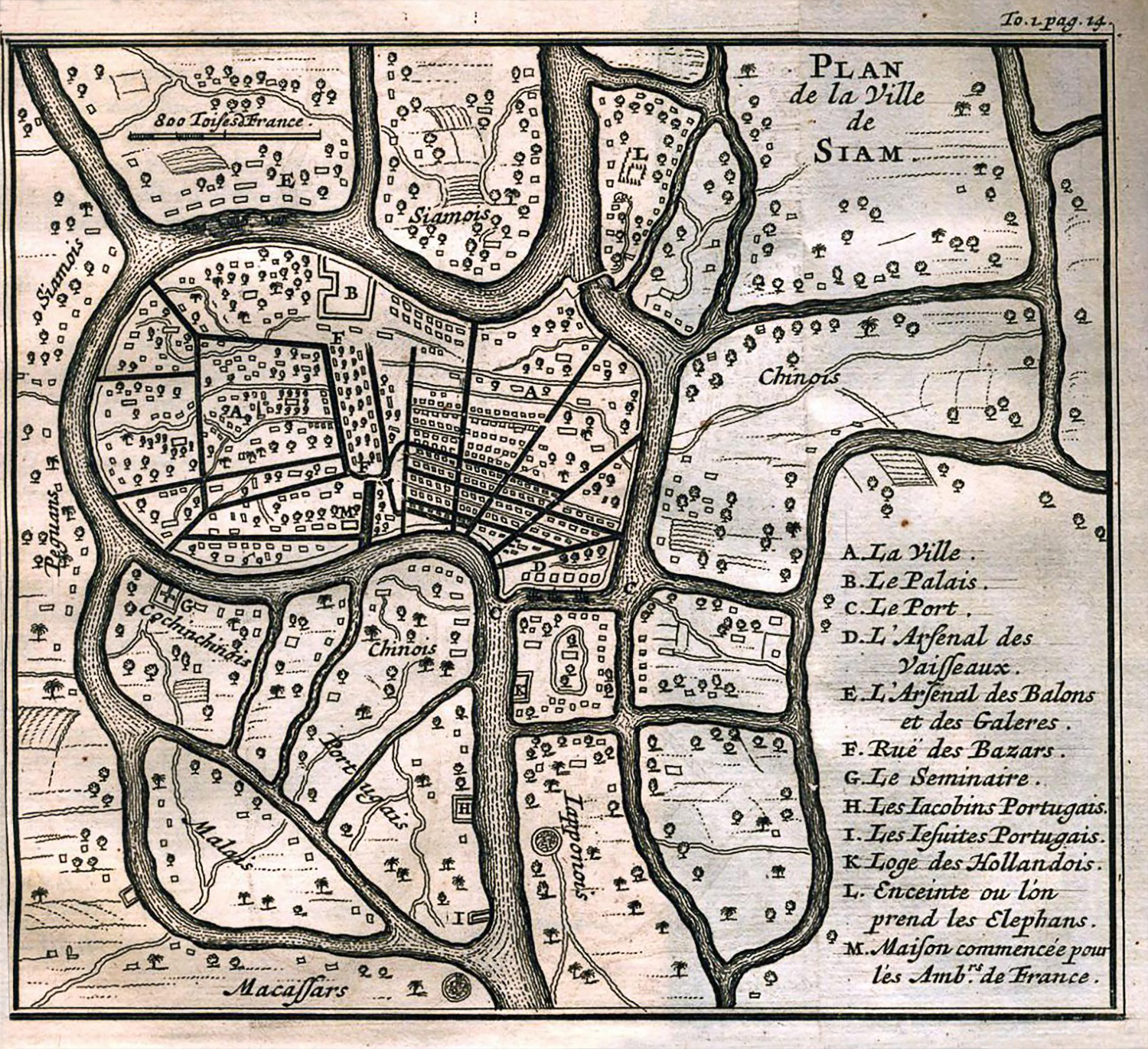
Carte d'Ayutthaya du XVIIe siècle indiquant le séminaire Saint-Joseph fondé par Pierre Lambert de La Motte.

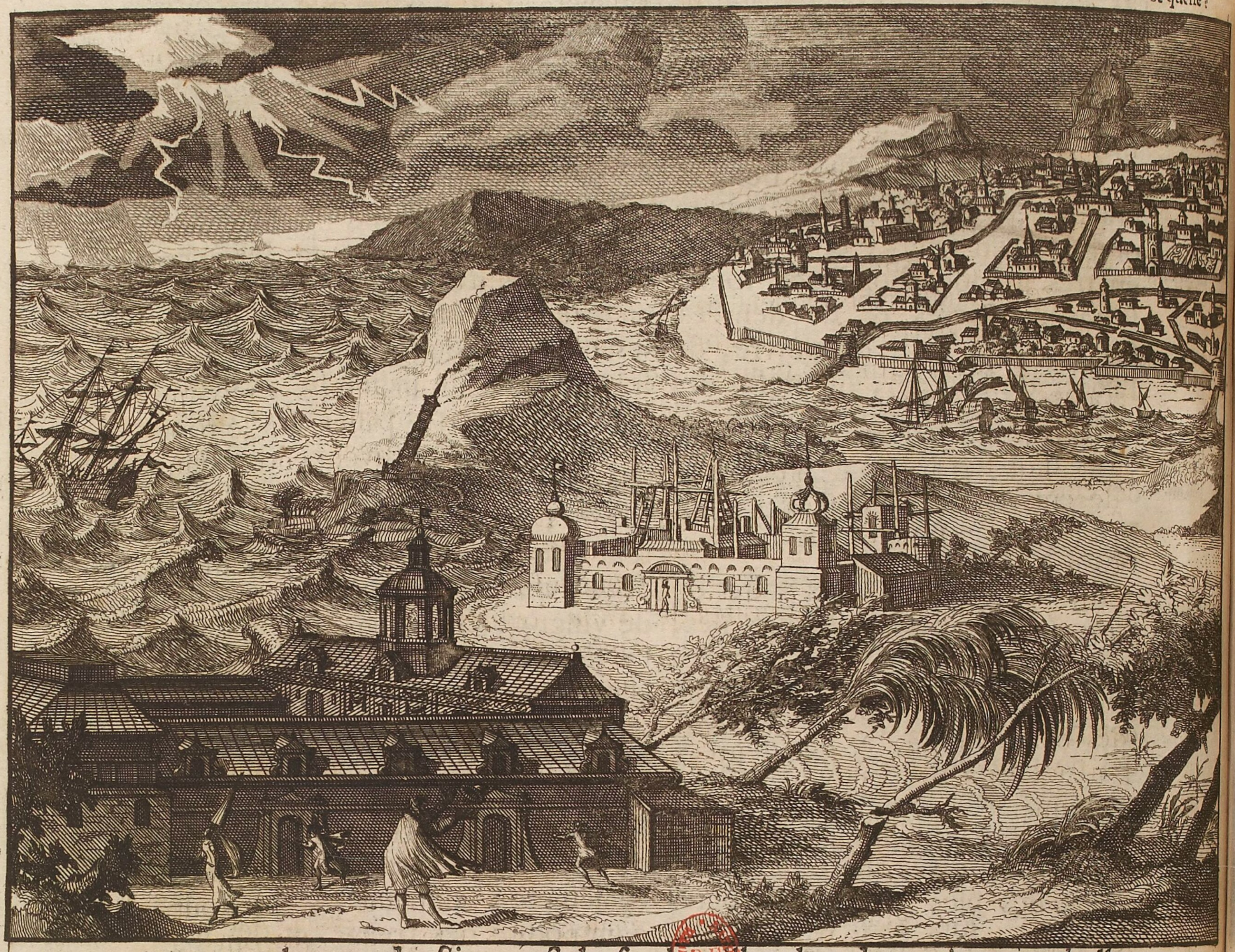
Dessin de la fondation du séminaire Saint-Joseph à Ayutthaya (XVIIe siècle).

Pierre Lambert profite d'une rencontre pour faire une profession de foi auprès du roi de Siam. Lors de cette rencontre non officielle, le roi de Siam ne pouvant, selon la coutume, recevoir officiellement que des ambassadeurs, le roi s'intéresse à la religion chrétienne. Pierre Lambert décrit alors cette religion, parlant des miracles du Christ. Le roi demande alors un miracle pour son frère paralysé en échange de sa conversion et celle de son royaume. Pierre Lambert fait prier toute la communauté chrétienne et trois jours plus tard, un mandarin vient le voir, affirmant que le frère du roi semble se porter mieux. Mais le miracle n'aura pas lieu, le roi ne se convertit pas, néanmoins ses relations avec le missionnaire sont bonnes. En mai 1665 Pierre Lambert demande son soutien pour la création d'un collège qui ne s'occuperait que de formation et non de commerce. La réponse du roi parvient plusieurs mois plus tard : il se montre favorable au projet et soutient financièrement la fondation du séminaire et de l'église Saint-Joseph d'Ayutthaya,.
Dans les mois suivants, Pierre Lambert envoie deux missionnaires en Cochinchine, où il apprend que la situation s'est stabilisée. Il apprend aussi la fondation à Paris du séminaire des Missions étrangères de Paris. Il envoie des missionnaires à Macao pour y apprendre le mandarin et pour récolter des informations sur l'état des missions. Ces derniers lui envoient des documents très à charge contre les Jésuites ; Pierre Lambert les fait traduire pour les transmettre à François Pallu.
Son attitude va cependant être contrariée de nombreuses fois. Fragoso, un dominicain responsable de l'Inquisition espagnole, cherche à saper son autorité. L'affaire remonte jusqu'à Rome qui ordonne à l'Inquisition de rappeler Fragoso en Europe. Pierre Lambert est accusé d'être un homme de mauvaise vie, entretenant des rapports avec des femmes. Il continue néanmoins son action : il envoie des missionnaires dans différents endroits, ouvre un hôpital, crée une résidence pour les missionnaires français et une école.
Mais Pierre Lambert comprend mal l'attitude du roi, Narai, qui soutient aussi les communautés musulmanes. Ce soutien de Narai aux communautés musulmanes, comme aux chrétiens, est sans doute le fait d'une neutralité bouddhiste. Face à cette influence, Pierre Lambert va pour la première fois se détacher des instructions aux Missionnaires émises par la Propaganda Fide, en suggérant à François Pallu de rechercher un soutien politique auprès du roi Louis XIV : ce conseil conduira en 1686 à la visite des ambassadeurs de Siam en France. François se rend à la cour du roi, et y apprend le catéchisme à son fils.
Pierre Lambert, qui s'oppose au commerce des Jésuites, publie la bulle du pape Urbain VIII, datant du 22 février 1653, qui excommunie tout religieux faisant du négoce : cette publication conduit à une opposition très nette des Jésuites, qui le dénoncent auprès des autorités à Rome, avec 22 chefs d'accusation. La réponse de Rome ne se fait pas attendre : en 1663, elle soutient Pierre Lambert, mais nie son autorité sur le royaume du Siam, puisqu'il n'est pas évêque du lieu. Le Saint-Siège continue de lui accorder le pouvoir d'ordonner des prêtres autochtones, même si leur connaissance du latin n'est pas suffisante. La réponse de Rome conduit Pierre Lambert à vouloir partir pour le Tonkin, où deux missionnaires sont déjà présents. Le 31 mai 1663, il ordonne le premier prêtre cochinchinois, un ancien catéchiste.

#### Visite et fondations au Tonkin

##### Visite pastorale au Tonkin
Pierre Lambert de La Motte utilise un bateau français pour rejoindre le Tonkin. L'arrivée du bateau, le 23 juillet 1669, se déroule bien, malgré les nouvelles persécutions contre les chrétiens. Les Français sont très bien accueillis par le roi du Tonkin, qui voit dans la France la possibilité de contrer le pouvoir commercial des Portugais. Les commerçants français cherchent à établir la Compagnie des Indes orientales ; François de Bourges, prêtre missionnaire déguisé en simple matelot, est alors désigné comme son représentant auprès du roi du Tonkin.
Pierre Lambert ordonne clandestinement des catéchistes vietnamiens préparés par le missionnaire François Deydier. La sélection des nouveaux prêtres est exigeante, la difficulté principale est la connaissance du latin. Le peu de prêtres ordonnés (seulement 4 en janvier 1670) est aussi dû à la conception que Pierre Lambert se fait des prêtres : il refuse à effectuer des distinctions selon l'origine, et il donne aux prêtres autochtones autant de pouvoir et de responsabilité qu'aux missionnaires français. Ainsi chaque prêtre vietnamien obtient la responsabilité d'un district, afin d'organiser l'Église du Vietnam. Le 14 février 1670, Pierre Lambert organise le premier synode de l'Église du Vietnam et la division du Vietnam conformément aux dispositions des Monita ad Missionarios,.
Mais Pierre Lambert tombe malade, et pendant cette période un Jésuite présent clandestinement en Cochinchine le calomnie auprès de la population chrétienne, affirmant qu'il est un criminel en fuite.

##### Fondation des Amantes de la Croix
Cette même année 1670, François Deydier, missionnaire envoyé au Tonkin, présente trente femmes chrétiennes qui désirent vivre en communauté à Pierre Lambert, qui leur propose de fonder la congrégation des Amantes de la Croix en menant une vie de contemplation, de mission et d'action caritative. La spiritualité des Amantes de la Croix est centrée sur la croix, comme il l'écrit lui-même : « La fin de cet institut sera de faire profession spéciale de méditer tous les jours les souffrances de Jésus-Christ comme moyen le plus avantageux pour parvenir à sa connaissance et son amour,, ».
Les Amantes de la Croix sont le fruit de la réflexion de Pierre Lambert et de son activité à Rouen : l'apostolat est centré prioritairement sur les personnes les plus démunies, et dans le cas du Tonkin, sur les femmes. Celles-ci sont particulièrement vulnérables (grossesses multiples, soumission totale aux hommes et aux belles-mères, conséquences directes des guerres et des famines), d'autant que seules des femmes pouvaient aller à leur rencontre. Les Amantes de la Croix marquent le côté novateur de Pierre Lambert : la priorité à l'instruction, avant les soins aux malades, sans distinction de richesse ou de religion : l'éducation est conçue comme un droit fondamental,.
Au niveau de l'organisation, alors que les institutions féminines en Europe sont régies par des règles très détaillées, les Amantes de la Croix sont dispensées de clôture et le règlement n'entre pas autant dans le détail, même si Pierre Lambert prône une vie ascétique assez rigoureuse. La raison de cette différence est la volonté d'adaptation des Amantes de la Croix aux cultures locales, mais aussi la possibilité de survivre dans la clandestinité et de faire face aux persécutions antichrétiennes du pouvoir en place. L'ordre permet aussi d'intégrer des « femmes repenties ».
Les deux premières femmes, Agnès et Paule, prononcent leurs vœux le mercredi des Cendres 1670. Très vite d'autres femmes les suivent pour former la première congrégation religieuse autochtone d'Asie.

#### Retour à Ayutthaya

##### Tensions à Ayutthaya

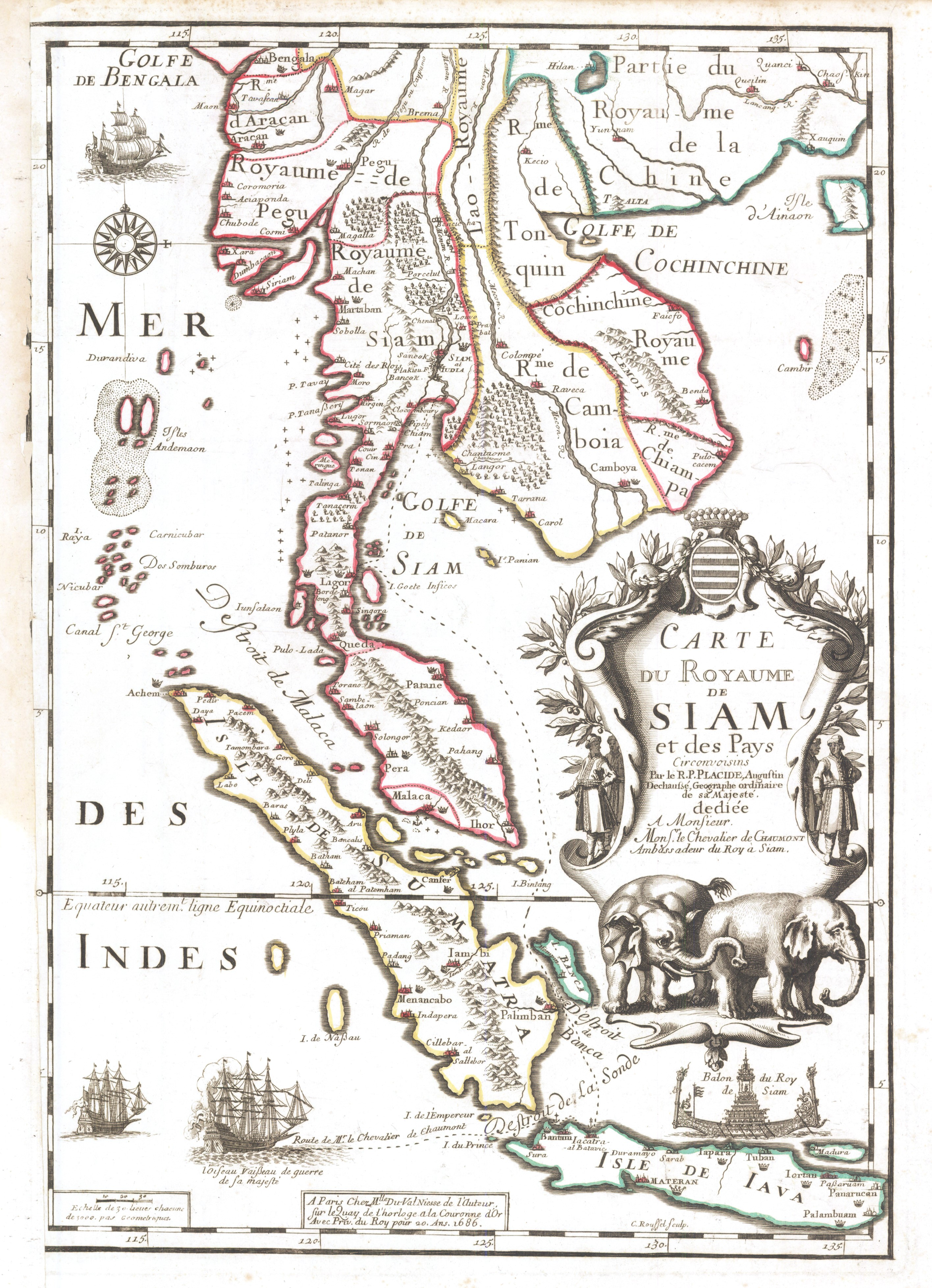
Carte du royaume de Siam faite en 1686.

La situation auprès du roi du Tonkin n'est pas tenable, d'autant que le roi est fortement opposé à la présence chrétienne ; Pierre Lambert revient donc à Ayutthaya en avril 1671. Au mois d'octobre, il fait un rapport détaillé au nouveau pape, Clément IX : il demande des dispenses pour pouvoir ordonner des prêtres qui ne connaissent pas le latin et l'application des brefs pour que les prêtres chinois puissent célébrer la messe en mandarin.
Entre-temps, l'opposition des Jésuites continue. Un délégué des représentants des Jésuites en Asie demande à Pierre Lambert de montrer les bulles de nomination en tant qu'évêque. Pierre Lambert s'exécute pour la première fois et écrit à Rome afin de demander du soutien. Dans le même temps, le nouveau clergé du Tonkin se trouve dans une situation délicate, proche du schisme : deux prêtres missionnaires envoyés par Pierre Lambert en Cochinchine meurent dans des circonstances troublantes après avoir dîné avec des chrétiens qui refusent son autorité. Quelque temps plus tard, un autre prêtre meurt alors qu'un deuxième, qui a pris des antipoisons, ne meurt pas. Des prêtres fuient alors pour Ayutthaya afin de demander de l'aide.
Des nouvelles de Rome arrivent à l'été 1671 avec deux nouveaux missionnaires : Rome réaffirme l'autorité de Pierre Lambert, l'interdiction pour les clercs de faire du commerce et soumet les religieux à l'autorité du vicaire apostolique. Après plus de cinq ans de travail sur la Congrégation des Amants de la Croix tant désirée par Pierre Lambert, son autorisation lui est catégoriquement refusée, le Saint-Siège trouvant qu'il demande trop de pénitence,.

##### Missions en Cochinchine et tentative de meurtre
L'arrivée des prêtres missionnaires fuyant la Cochinchine pour Ayutthaya conduit Pierre Lambert à retourner sur place pour tenter de résoudre les problèmes. Il part clandestinement, accompagné de deux nouveaux missionnaires, et débarque le 1er septembre 1671, après un trajet houleux à travers le Golfe du Siam, aidé par des chrétiens Cochinchinois. Il doit faire face à deux types de dangers, la présence de Jésuites, mais aussi l'autorité farouchement antichrétienne du roi de Cochinchine.
L'accueil est plutôt positif et Pierre Lambert, avec les missionnaires, commence l'apprentissage de la langue. Un mandarin lui conseille néanmoins de se présenter au gouverneur, qui n'est pas hostile aux chrétiens. Celui-ci le rencontre secrètement et lui donne un laissez-passer qui permet à Pierre Lambert et aux missionnaires de circuler. Le même accueil lui est réservé par le gouverneur de la province voisine de Nha Trang, qui l'invite chez lui. La mission semble bien se dérouler et Pierre Lambert continue en visitant le troisième gouverneur, qui vient de recevoir la visite d'un Jésuite. Il le rencontre et tombe très gravement malade ; deux versions contradictoires de cet événement sont décrites : la première version parle d'une maladie du fait du climat et d'une violente fièvre, l'autre dénonce un empoisonnement après la rencontre avec le Jésuite.
Cet événement malencontreux affaiblit sérieusement Pierre Lambert, qui reste malade durant plusieurs mois, mais il tâche de continuer sa mission, et célèbre la messe de Noël 1671. Un début de renommée de sainteté se développe autour de lui auprès des diverses communautés chrétiennes. Cette réputation est, là encore, contre-productive, l'obligeant à changer de province afin de ne pas alerter les autorités. Il convoque un synode, règle des problèmes disciplinaires, fonde une nouvelle communauté des Amantes de la Croix. Il repart avec une douzaine de séminaristes pour Ayutthaya en mars 1672. Dans le port d'Ayutthaya, il rencontre les ambassadeurs de Cochinchine au Siam (les deux pays se faisant alors la guerre). Il parvient juste avant leur départ à leur confier une lettre de défense du christianisme pour le roi de Cochinchine.

##### Retour à Ayutthaya: nominations et soupçons
Le retour de Pierre Lambert coïncide avec le retour de France de Mgr François Pallu, après de longs périples, le 27 mai 1673,. François Pallu l'informe des avancées des Missions étrangères de Paris en France : des terrains ont été achetés, grâce aux dons fait aux Missions étrangères de Paris, et des projets de construction de chapelle sont en cours. La société des Missions étrangères est dirigée par des directeurs qui prennent en charge son fonctionnement. Enfin François Pallu décrit sa recherche de missionnaires et le soutien des évêques français au développement des missions étrangères.
Ce retour est l'occasion de régler des difficultés présentes et notamment la nomination du troisième évêque des missions étrangères de Paris en remplacement d'Ignace Cotolendi mort en 1662. Rome avait autorisé l'ordination d'un évêque, mais celui-ci devait faire partie du groupe des premiers missionnaires partis avec François Pallu ou Pierre Lambert. L'un comme l'autre avait leur préférence : François Pallu pour Louis Chevreuil, et Pierre Lambert pour Louis Laneau, alors responsable du Séminaire Saint-Joseph. Les deux évêques décident donc de tirer au sort sur le modèle de la désignation de Matthias dans les Actes des Apôtres. Louis Laneau, le favori de Pierre Lambert, est désigné par le sort, devenant ainsi évêque du Siam, ce qui aura pour effet de décharger Pierre Lambert de responsabilités qu'il assumait en tant qu'intérimaire. Louis Laneau est ordonné le 25 mars 1674.
L'arrivée de nouveaux missionnaires venus de France met au jour de nouvelles tensions : les directeurs du séminaire des Missions étrangères de Paris, proches des Jésuites, voient Pierre Lambert d'un mauvais œil. Ils demandent aux nouveaux missionnaires de leur rendre des rapports sur le mode de vie du séminaire d'Ayutthaya : Pierre Lambert y a prôné un jeûne de viande. Ce jeûne est considéré comme absurde par les directeurs de Paris, qui y voient une bizarrerie de Pierre Lambert. Or, Louis Laneau, le nouvel évêque et directeur du séminaire, souffre d'hydropisie et ne mange que très peu de viande. Pierre Lambert mange lui aussi très peu de viande, affirmant que sa santé, le climat et le récent empoisonnement le conduisent à éviter d'en manger souvent.
Les trois évêques se réunissent et, dans la continuité des « Monita ad Missionarios (1665) », s'accordent sur les « Abvis [avis] pour le gouvernement du séminaire du Siam », qui posent les fondements des règles de conduites, de formations et de gestion du séminaire Saint-Joseph. Ce document signé le 14 avril 1674 établit la supériorité du vicaire apostolique du Siam sur les autres évêques pour les questions concernant le séminaire. Dans le même temps, Pierre Lambert cherche à élargir le plus possible le rôle des Missions étrangères de Paris, alors très proches des seuls Jésuites : il écrit une lettre où il invite tous les ecclésiastiques à envoyer des missionnaires au Siam.

##### Réception de Phra Narai

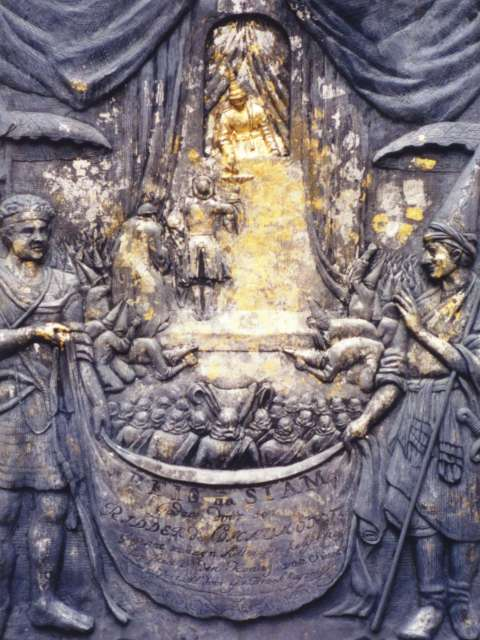
Narai recevant des ambassadeurs français (plaque commémorative à Lopburi).

Phra Narai, le roi du Siam, attend avec impatience l'arrivée promise des lettres du roi de France et du pape Clément qui doivent venir avec François Pallu,. L'attrait pour le roi de France est d'autant plus grand que la France est alors en guerre contre les Provinces-Unies (Pays-Bas actuel). Pierre Lambert de La Motte veut profiter de cet évènement pour entrer en contact avec le roi. Après de nombreuses tractations, les lettres arrivent, et une cérémonie en grande pompe est organisée le 18 octobre dans le palais du roi, le Phra Narai Ratchaniwet. Les trois évêques des Missions étrangères de Paris Louis Laneau, François Pallu et Pierre Lambert de La Motte, présentent les lettres du roi de France et du pape. Le roi se montre très intéressé et demande aux évêques des informations sur le pape et le roi Louis XIV. Il se renseigne aussi sur la grandeur de la France et la guerre qu'elle mène contre la Hollande, qu'il cherche à évincer de son royaume. Le roi fait alors savoir sa volonté d'envoyer des ambassadeurs du Siam auprès du roi de France, il invite et rencontre les évêques, chose exceptionnelle, le roi étant généralement inaccessible.
Le roi décide de soutenir le séminaire Saint-Joseph : lors de la fête des eaux, seul évènement où le roi de Siam sort en public, il demande de changer de direction afin de voir le collège, ce qui est exceptionnel, vu l'importance du roi dans la culture du Siam. Il trouve le lieu trop petit et il fait appeler Louis Laneau, alors évêque du Siam, et lui demande de construire une église à ses frais : le mélange entre sphère politique et religieuse, dénoncé par les « Instructions » de Rome, est indirectement remis en cause,.
Pour Pierre Lambert et Louis Laneau, qui découvrent l'impossibilité de convertir un sujet du roi sans l'autorisation du souverain, l'établissement du catholicisme est alors très difficile. Pierre Lambert envoie des missionnaires en Cochinchine car Phra Narai se montre très exigeant, voulant la présence de Pierre Lambert auprès de lui, du fait de l'amitié qui les lie.
Pierre Lambert reçoit du roi de Cochinchine la réponse au message qu'il avait transmis à ses ambassadeurs : le roi semblant intéressé, il lui envoie le missionnaire Bénigne Vachet avec des cadeaux : une branche de corail, un miroir de Venise garni d'une pierre d'agate et un réveille-matin en argent. Ces cadeaux impressionnent le roi qui invite Pierre Lambert à venir officiellement en Cochinchine et y autorise sa religion. Cependant, le roi Phra Narai, en guerre contre la Cochinchine, est mécontent de cette volonté de Pierre Lambert de quitter le Siam, d'autant qu'il compte sur lui pour accompagner ses ambassadeurs auprès du roi de France.
En juin 1674, François Pallu décide de partir pour le Tonkin, avec un ensemble de marchandises, malgré l'opposition initiale de Pierre Lambert. Le but de la mission de François Pallu est de soulager les missionnaires présents et de renforcer les liens avec le roi du Tonkin. Il est décidé que François Pallu reviendra rapidement afin de partir accompagner la mission des ambassadeurs du roi de Siam en Europe.

##### Inquiétudes
L'opposition des Jésuites à la présence des évêques ne diminue pas. C'est maintenant Louis Laneau, évêque du Siam, qui se retrouve en première ligne face aux Portugais et aux Jésuites qui s'opposent à sa présence.
Au mois de décembre 1674, Pierre Lambert inquiet de l'absence de nouvelles de François Pallu se décide à écrire à Rome, afin de demander d'organiser la succession des évêques des Missions étrangères de Paris. Les Portugais s'opposent vivement à l'autorité des évêques : un Jésuite venu du Japon visite le Siam et veut y imposer son autorité. Il ordonne un prêtre sans l'autorisation de Louis Laneau, qui l'excommunie. Pierre Lambert, absent pour une fois de la controverse, bien que vivant avec Louis Laneau, a enfin des nouvelles de François Pallu : celui-ci n'est pas mort dans une tempête, ni tué, mais prisonnier des Jésuites. Pierre Lambert écrit immédiatement à Rome afin que le pape ordonne sa libération.
Les nouvelles qui parviennent de Cochinchine sont très inquiétantes : les partisans des Jésuites qui arrivent en Cochinchine cherchent à faire disparaître l'autorité des vicaires apostoliques, en calomniant les Amantes de la Croix, des rumeurs faisant des Français des espions. La nomination par Pierre Lambert d'un missionnaire, Jean de Courtaulin, est problématique : usant de trop d'autorité, il brise l'équilibre fragile qui existe en Cochinchine ; il envoie au Laos des missionnaires qui y sont assassinés et accentue la division du christianisme en Cochinchine entre les partisans des Jésuites et ceux des Missions étrangères. Face à ces inquiétudes, Pierre Lambert sollicite l'autorisation du roi du Siam de partir en Cochinchine, promettant de revenir au plus vite auprès de lui. Le roi la lui accorde et Pierre Lambert quitte Ayutthaya le 23 juillet 1675,.

#### Succès et victoires

##### Succès de la mission au Vietnam
Le 6 septembre 1675, Pierre Lambert débarque à Faifo,. Son arrivée change la donne. Pierre Lambert impose son autorité auprès des chrétiens de Cochinchine contre les Jésuites. Lors d'une polémique avec les Jésuites, il présente les autorisations du pape Clément IX de 1669 qui fondent son autorité, alors que les Jésuites n'ont rien à présenter. Dans cette polémique, la majorité des chrétiens décident de reconnaître l'autorité de Pierre Lambert qui assoit son autorité par des visites des provinces. De plus Chúa Trịnh, roi de Cochinchine, lui donne l'autorisation d'administrer les chrétiens de son royaume : cette tolérance limitée, puisqu'il n'a pas le droit d'atteindre à l'ordre public ou à la cohésion sociale, correspond à la méthode de discrétion prônée par les Instructions romaines de 1659.
Pierre Lambert administre alors de nombreux sacrements : il baptise trois cents nouveaux Vietnamiens, confirme plus de 4 500 personnes et montre une activité débordante. Face au succès de sa venue et avec la peur du trouble qu'il pourrait provoquer du fait de la dévotion qui s'installe autour de lui, il change régulièrement de région. Le fait le plus marquant de sa visite concerne une famille, dont le fils est considéré comme mort, les missionnaires présents avec Pierre Lambert l'ayant examiné. Pierre Lambert accepte de recevoir les parents et se met à prier en posant l'enfant sur l'autel de l'église. Peu de temps plus tard, il reprend l'enfant et demande qu'on le rende à ses parents, l'enfant étant vivant. Cet évènement accentue sa réputation de sainteté.

##### Rome appuie les vicaires contre le Padroado
De nouveau les Jésuites cherchent à remettre en cause son autorité ; un Jésuite du nom de Jean de la Croix tente de le capturer et le dénonce auprès du roi, cherchant à négocier son emprisonnement à Macao dans leur couvent. Ce piège n'a aucun effet, car le roi de Cochinchine ne croit pas ses allégations. Pierre Lambert décide de ne pas faire arrêter ce religieux, ce qui lui sera reproché. Il en profite néanmoins pour demander une fois de plus à Rome plus de pouvoir contre les Jésuites, afin de pouvoir renforcer l'autorité des missionnaires. Il ordonne un prêtre cochinchinois avant de repartir pour le Siam en juin 1676.
Le retour à Ayutthaya marque, là encore, un apaisement des tensions : Rome confirme une fois de plus l'autorité des évêques face au Pradoado, qui s'exécute et est sommé de reconnaître partiellement l'autorité des évêques missionnaires. Les plus fervents opposants à Pierre Lambert meurent, ce qui contribue à calmer la situation. Pierre Lambert écrit au Saint-Siège afin de critiquer l'attitude des Jésuites qui tend à un syncrétisme religieux sous couvert d'acculturation ; il demande au Saint-Siège d'inspecter l'attitude des prêtres jésuites.
Les missions étrangères se portent donc relativement bien, d'autant qu'arrivent de nouveaux missionnaires venus des Missions étrangères de Paris. Pierre Lambert et Louis Laneau fondent un hôpital pour les pauvres, ce qui s'avère d'une grande aide morale pour les missionnaires, mais aussi pour les pauvres qui viennent consulter.

##### Ultime effort et maladie
En 1676, Pierre Lambert tente de faire face aux problèmes financiers des Missions étrangères de Paris : l'argent manque cruellement, les Jésuites qui ont confisqué la marchandise de François Pallu refusent de la rendre, les dons ne sont pas réguliers. Pierre Lambert cherche donc à créer un réseau de soutien en France en demandant l'aide des religieux et des ecclésiastiques.
Le 28 août 1678, un décret de Rome accorde des indulgences aux Amantes de la Croix, sans distinction de sexe. Cette décision fonde juridiquement l'institution des Amantes de la Croix.
Au mois d'août 1678, Pierre Lambert, à la santé de plus en plus fragile, tombe malade ; il se plaint de douleurs importantes,. Le roi Narai ne veut pas la mort de Pierre Lambert, comptant sur lui pour accompagner les ambassadeurs du Siam en France, il fait venir ses médecins, qui tentent en vain de soulager les douleurs incessantes dont il se plaint,. Pierre Lambert continue de faire face aux problèmes financiers, mais aussi auprès des missionnaires : un des missionnaires décide de repartir en France, considérant qu'il est sous-occupé au Siam. De plus, un missionnaire laïc, en contact avec de nombreux laïcs, remet en cause sa vocation, voulant se marier. Cet épisode aura une forte influence dans la cléricalisation des Missions étrangères : en effet les évêques considèrent alors que la non-séparation des clercs d'avec les laïcs peut être une source de problèmes et ils mettront fin à cette situation.
L'année 1679 est très difficile pour les missionnaires d'Ayutthaya, Pierre Lambert souffrant continuellement et aucun remède n'arrivant à le soulager. Louis Laneau écrit que Pierre Lambert traverse « un purgatoire de douleurs l'espace de dix mois entiers, qu'il a enduré plus qu'on ne peut l'imaginer. Exténué et dans un état de santé désastreux, Pierre Lambert expire le 15 juin 1679 à l'âge de 55 ans, après de longs mois de souffrance, ».

## Héritage

### La missiologie de Pierre Lambert

#### Conception de la Mission
La missiologie pratique, c'est-à-dire la conception de la mission est, dans sa majeure partie, dans les grandes lignes des instructions romaines de 1659. Pierre Lambert applique néanmoins ces instructions avec un grand sens de l'adaptation : il n'a jamais donné d'orientation générale aux missionnaires pour les missions mais répondait aux sollicitations au cas par cas. Sa volonté d'inculturation (manière d'adapter l'annonce de l'Évangile dans une culture donnée) était assez importante : il prônait un changement vestimentaire pour les prêtres afin qu'ils puissent s'habiller comme des moines bouddhistes, cherchait à avoir l'autorisation de dispenses de latin afin de promouvoir le clergé autochtone ou la possibilité de célébrer le nouvel an chinois pour les chrétiens d'Asie, autant d'exemples d'inculturation qui seront plus tard interdits par l'Église, soit par peur d'un schisme des Églises naissantes, soit du fait de la dénonciation des Jésuites. La tolérance et l'inculturation de Pierre Lambert étaient néanmoins relatives : il s'opposait à la transposition d'éléments culturels superstitieux, qui allaient selon lui à l'encontre de la foi.
Pierre Lambert a aussi cherché à soutenir l'éducation et l'action caritative, tant par la formation du clergé local, avec la création du Séminaire Saint-Joseph, qu'à travers l'œuvre des Amantes de la Croix. Suivant là encore les instructions romaines de 1659, il refuse la mise en avant de la science pour favoriser le christianisme : alors que les Jésuites faisaient venir des scientifiques (mathématiciens, astronomes…), Pierre Lambert ne prit pas part à ces initiatives. Le souci des actions charitables et de l'éducation, issu en grande partie de sa formation et de ses premières années de sacerdoce, montre l'importance qu'il donne à la dignité humaine et à la lutte contre la pauvreté : l'éducation et les actions de charité étant principalement destinées aux plus pauvres du royaume du Siam.

#### Missions étrangères de Paris

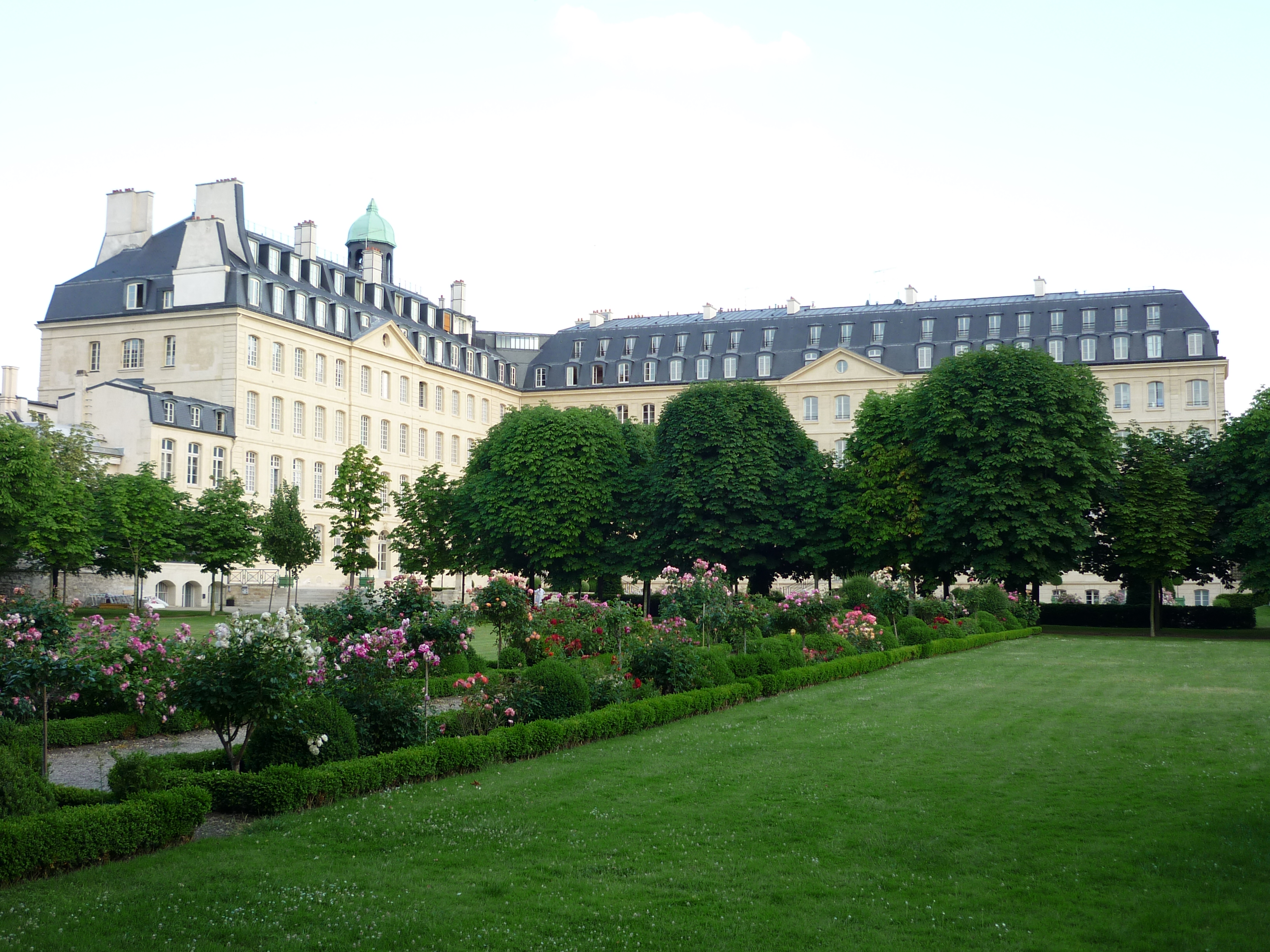
Le séminaire des Missions étrangères de Paris (2007).

La fondation des Missions étrangères de Paris est le fruit d'une longue histoire qui commence avec Alexandre de Rhodes, missionnaire jésuite en Chine qui cherche à convaincre le Saint-Siège du bien-fondé de créer un clergé autochtone. La Sacra Congregatio de Propaganda Fide est en accord avec l'analyse d'Alexandre de Rhodes mais prend son temps avant de donner pleinement son accord. Alexandre de Rhodes part alors à Paris, où il rencontre de nombreux membres de la Compagnie du Saint-Sacrement : un rassemblement de personnes dévotes qui comprend de grandes personnalités du catholicisme français : Vincent de Paul, Bossuet…
La mort du pape Innocent X, qui craint l'influence de la France, et l'élection d'Alexandre VII changent la donne. Cependant, même si le nouveau pape se montre plus favorable, de nombreux points de blocage restent présents malgré l'activisme de François Pallu. C'est l'arrivée de Pierre Lambert de La Motte qui permet de lever les derniers obstacles à la fondation des Missions étrangères de Paris,. Le respect scrupuleux des Instructions romaines de 1659 et l'envoi par Pierre Lambert de rapports aux Saint-Siège permettront aux Missions étrangères de Paris de bénéficier du soutien régulier et indéfectible du Vatican pendant leur fondation.
De plus Pierre Lambert joue un grand rôle dans l'établissement des Missions étrangères de Paris en Asie : son installation à Ayutthaya et la création du séminaire Saint-Joseph ainsi que la rédaction, avec François Pallu, des Monita ad Missionarios contribuent à poser les fondements des Missions étrangères de Paris. Même si la place de François Pallu a souvent été mise en avant dans la fondation des Missions étrangères de Paris, du fait de l'incompréhension de leurs directeurs vis-à-vis de Pierre Lambert, les travaux récents tendent à revaloriser son rôle mais aussi l'influence qu'il a eue dans l'histoire des Missions étrangères de Paris et au sein des missions catholiques en Asie.

#### Instructions aux Missionnaires
La rédaction des instructions aux missionnaires (Monita ad Missionarios) lors du synode d'Ayutthaya pose les fondements de l'attitude prônée pour les missionnaires en Asie. Les instructions, en grande partie issues des Instructions romaines et de l'analyse de l'échec de l'implantation du christianisme en Asie faite par François Pallu et Pierre Lambert de La Motte, imposent un ensemble de règles de conduite qui restent encore actuelles au sein de l'Église catholique : les premiers chapitres mettent en garde les missionnaires contre l'égocentrisme et l'attention qu'ils pourraient porter à leur corps, leur recommandant d'être totalement dévoués aux autres. Les chapitres suivants développent les obligations de l'apostolat : nécessité de l'acculturation, de rendre compréhensible la doctrine chrétienne aux puissants comme aux faibles, refus de tout commerce pour les religieux et refus de toute violence pour imposer la foi chrétienne. Les instructions développent ensuite le rôle des missionnaires : ils doivent mener une vie exemplaire et vivre ce qu'ils proclament, mais doivent aussi agir avec prudence et avec un profond respect des autres. Enfin les derniers chapitres insistent sur la nécessité de former les catéchistes et les chrétiens afin de pouvoir avoir une Église stable qui s'appuie sur les laïcs.
Les Monita ad Missionarios sont publiées par le Saint-Office en 1669, devenant un ensemble de règles de conduite officielles de l'Église catholique et montrant le soutien du Saint-Siège aux instructions écrites par Pierre Lambert de La Motte et François Pallu.

#### Histoire des Missions
Les critiques émises par Pierre Lambert de La Motte contre la Compagnie de Jésus et contre les abus des religieux dans leurs missions seront très mal vues en Europe. En effet les Jésuites, souvent liés au pouvoir du Portugal, ont cherché à développer leurs intérêts économiques. Le respect par Pierre Lambert de La Motte des instructions de la « Propaganda Fide » et les rapports qu'il a transmis tout au long de sa mission permettent de changer le regard que l'on se fait des missions. Le décalage entre les faits qu'il décrit et les rapports des Jésuites rendaient d'autant moins crédibles leurs affirmations. Pierre Lambert a ainsi été l'un des rares au sein de l'Église à s'insurger officiellement contre le détournement des missions, non pas tant par souci des intérêts de l'Église, mais surtout par souci de défendre la crédibilité du message évangélique. Les trois principales critiques de Pierre Lambert à l'égard des Jésuites et des religieux du Padroado sont profondément liées à sa conception de la foi chrétienne : refus des considérations économiques pour les religieux, dénonciations des dérives de comportements de certains prêtres et dénonciation de la volonté d'influence politique au détriment de l'annonce de l'Évangile, même si, sur ce dernier point, il lui arrive de faire des écarts avec sa ligne de conduite.
Son action a sans doute marqué de façon profonde l'histoire de l'Église d'Asie, avec le début d'une remise en cause du système du Padroado sur cette Église. Cette dénonciation des dérives et le sens politique de Pierre Lambert de La Motte ont ainsi permis le développement de l'indépendance des Églises d'Asie vis-à-vis des Jésuites et des Portugais, mais aussi le développement d'un clergé autochtone,. Ces fondements ont eu une influence non négligeable dans l'évolution de l'Église du Vietnam qui a maintenu ce principe d'égalité, ente le clergé missionnaire européen et le clergé autochtone, tout au long de son développement.

#### Modèle social
D'après Françoise Buzelin, le modèle social d'assistance publique mis en œuvre par Pierre Lambert est l'un des plus novateurs de son temps, du fait de sa conception de l'aide aux pauvres. En considérant que les pauvres sont des enfants de Dieu, il cherche non seulement à les aider à travers une aide matérielle, comme le faisaient les organismes de charité de l'époque, mais il cherche aussi à promouvoir une sortie de la pauvreté à travers l'éducation.
La place qu'il donne aux malades, est, elle aussi, profondément novatrice : il est à l'origine de la première décléricalisation de la gestion de l'hôpital, organisée par un prêtre, en engageant un laïc, Adrien Nyel, pour la formation des pauvres. Il fait venir à Rouen les Filles de la Croix, congrégation laïque constituée de veuves se consacrant à des œuvres de charité.
Le modèle mis en place par Pierre Lambert de La Motte devient un modèle de l'enseignement populaire. En 1659, Nicolas Barré fonde la communauté des Dames de Saint-Maur à partir des personnes qu'il rencontre à Rouen. La communauté des Dames de Saint-Maur se consacre à l'enseignement des filles pauvres. Adrien Nyel, à qui Pierre Lambert de La Motte a confié l'enseignement et la formation des pauvres à Rouen est, avec Jean-Baptiste de la Salle, l'un des fondateurs de l'institution des Frères des écoles chrétiennes qui se consacre à l'éducation.
Ce modèle social novateur, qui est considéré comme l'un des premiers éléments de l'assistance sociale engagée par Jean-Baptiste de la Salle, est mis en application dans la première congrégation autochtone d'Asie avec la création des Amantes de la Croix. Là encore, le même souci est porté à l'éducation et aux moyens de sortir de la pauvreté. L'élément nouveau est le fait qu'il n'y a aucune distinction de religion, les Amantes de la Croix œuvrant dans une société très peu christianisée à l'époque. C'est la recherche de l'aide aux plus pauvres, dans laquelle il voit, du fait de sa foi, une exigence chrétienne, qui le conduit à mettre en avant l'éducation et la sortie de la pauvreté.

### Spiritualité
La spiritualité de Pierre Lambert de La Motte évolue tout au long de sa vie. Il est marqué par son époque et principalement par le centralisme issue de l'Église post tridentine, qui conduit à la codification de bon nombre d'actes de piété, mais aussi par le rigorisme naissant du XVIIe siècle, avec une recherche de l'austérité. Les deux écoles de spiritualité qui le marquent sont celle des Jésuites dont il est très proche quand il travaille à Rouen, mais aussi ce qui deviendra l'École française de spiritualité, qui recherche l'imitation du Christ, et le rôle important donné à la sanctification des prêtres. Ces sources de la formation spirituelle de Pierre Lambert le marquent profondément, même si des évolutions sont visibles au cours de sa vie.

#### L'union à Dieu
Le début de la vie de Pierre Lambert est marqué par un conflit : la recherche de la radicalité, déjà présente avec sa volonté d'une vie parfaite, d'une vie d'union à Dieu, et sa volonté d'agir dans le monde. La spiritualité jésuite qu'il suit à Rouen, qu'il considère comme trop mondaine, ne lui convient pas et il décide, après une banale chute de cheval, d’aller séjourner à l'ermitage de Caen en 1654. L'ermitage de Caen lui permet d'allier deux éléments qui seront présents tout au long de sa vie : la contemplation et l'engagement.
Pierre Lambert vit une période mystique qui passe par une ascèse de vie et une recherche de l'oubli de soi pour s'unir à Dieu. La correspondance entre Pierre Lambert et son directeur spirituel décrit un état d'union à Dieu qui ressemble à ce que les grands mystiques chrétiens (Jean de la Croix et Catherine de Sienne) décrivent comme celui des « fiançailles spirituelles » : cette union passe par un détachement intérieur, un oubli de soi et une perte de la volonté personnelle afin de s'unir à la volonté de Dieu.

#### La recherche de radicalité évangélique
L'événement banal de la chute de cheval le conduit à changer de vie. Cette identification à l'apôtre Paul le conduit progressivement, dans sa mission, à vouloir retourner aux sources de la foi chrétienne. Face à l'évangélisation sur le terrain d'Asie, Pierre Lambert regrette l'importance qu'il a donnée, lors de sa formation, à la rationalisation et aux subtilités casuistiques alors enseignées par les Jésuites. La Bible, le Nouveau Testament essentiellement, prend ainsi progressivement une place de plus en plus centrale : « Toutes les fois que j'ouvre le Nouveau Testament, et que je vois les moyens d'acquérir la sainteté en signe de paroles, je m'accuse d'avoir perdu du temps autrefois à consulter des hommes qui ne tenaient pas ce langage et regrette de m'être bien voulu tromper ».
La mise en pratique de l'Évangile devient centrale. Aussi, à de nombreuses reprises, invite-t-il les missionnaires à avoir une confiance absolue en Dieu malgré les doutes et les besoins matériels qui peuvent les préoccuper. Il affirme ainsi qu'« un missionnaire apostolique doit croire à l'égard du temporel qu'il est plus certain de sa subsistance que n'est le plus grand monarque du monde. La raison est que la divine Bonté s'étant engagée à celui qui met toute son espérance en elle de ne l'abandonner jamais, sa condition est bien meilleure que celle de ce potentat qui est tout établie sur des moyens humains qui, quelque grands qu'ils soient, sont sujets à périr ». La foi ne se limite pas à une conception intellectuelle ou morale mais se réalise au quotidien. Ainsi, il invite à « croire en pratique ».

#### L'abandon intérieur
Pierre Lambert développe une spiritualité de l'abandon. Cet abandon, il le vit concrètement, du fait des dures conditions de vie matérielles d'un missionnaire en Asie, mais aussi du fait de la spiritualité qu'il développe : une spiritualité qui donne une place importante au détachement et à l'abandon intérieur. Le détachement, ou l'abandon des choses matérielles, est pour lui une nécessité due à la mission. L'influence des sciences ou du commerce n'ont pas pour résultat la conversion puisque celle-ci, pense-t-il, tient moins de l'influence politique, que de l'union à Dieu. La recherche de la radicalité évangélique, mais aussi la nécessité de se détacher des biens du monde, tant par souci de la mission que pour ne dépendre que de Dieu, sont les fondements de l'abandon vécu et recherché par Pierre Lambert. C'est cette radicalité qui le conduit à dénoncer de manière incessante la confusion qui existe dans les missions d'Asie entre les religieux et les milieux économiques ou politiques.
Ce détachement, cet abandon, sont le début de ce que Pierre Lambert développe dans sa correspondance : les plus grandes richesses de l'homme « ne sont pas les biens extérieurs mais bien les puissances de son âme auxquelles Dieu demande qu'il renonce afin que s'étant démis de la propriété et de la jouissance en faveur de Jésus-Christ et par rapport à lui, il entre dans cette véritable pauvreté réelle qui est la première et la principale des béatitudes ». Le renoncement « aux puissances de l'âme » que sont la volonté et la raison, sont le fondement de l'action de Dieu dans la vie du missionnaire : puisque le missionnaire renonce à sa volonté propre, il peut ainsi laisser Dieu agir en lui. L'abandon intérieur doit être corrélé à l'imitation de Jésus-Christ : en effet le renoncement à soi-même et le détachement intérieur et extérieur n'ont pas de but en soi, ils ont pour objectif de laisser Dieu agir par le moyen de sa grâce : « Si toute la perfection de l'homme en cette vie est d'être semblable au Fils de Dieu et à l'imiter en sa vie et en ses actions, y a-t-il quelque chose qu'on puisse faire qui lui soit plus conforme que de consentir à la destruction de toutes ses opérations pour ne plus recevoir que celles qui se font en nous par le mouvement de la grâce ? ». La contemplation est le moyen de mieux approfondir cette union à Dieu. C'est dans cet abandon intérieur et la vie de prière, qui ont toutes deux pour objectif l'union à Dieu, que se trouve la source de toute conversion et de toute fécondité missionnaire. En effet, pour lui, la conversion ne tient pas tant à une œuvre humaine qu'à une rencontre avec Dieu, les conversions ne pouvant se faire non par des raisonnements, ou par les scientifiques comme tentaient de le faire les Jésuites auprès des cours d'Asie, mais par la vie chrétienne, qui passe par un abandon intérieur afin de laisser Dieu agir à travers les missionnaires.

## Postérité

### Reconnaissance posthume
Le récit des derniers mois de Pierre Lambert est l'œuvre du médecin et de son disciple Louis Laneau, futur vicaire apostolique, qui décrit ses souffrances tant physiques que spirituelles. Par son testament, Pierre Lambert fait don de son bien le plus précieux, le crucifix que lui avait offert son frère, aux Jésuites de Macao, montrant ainsi sa volonté de suivre les commandements évangéliques. Le pape Innocent XI, ignorant encore son décès, lui adresse une lettre d'encouragement élogieuse le 4 octobre 1679 : « Assurés que nous sommes que vous travaillez avec ardeur pour cette œuvre admirable, et que vous êtes embrasé du zèle de propager la foi catholique, dans le sentiment le plus intime de notre charité paternelle, nous vous embrassons dans le Seigneur… ». L'année suivante, le Saint-Siège consacre l'autorité des évêques sur l'ensemble des missions d'Asie par le bref « Onerosa pastoralis officii » du 1er avril 1680.
L'œuvre de Pierre Lambert de La Motte a été longtemps méconnue : ses critiques contre les Jésuites ont été mal comprises en France. Le fait qu'il n'en soit jamais revenu, à la différence de François Pallu, a contribué à lui donner un rôle secondaire, tant pour ses contemporains qu'au sein des Missions étrangères de Paris. Ce n'est qu'à la fin du XXe siècle que son œuvre a été redécouverte, l'historien Jean Guennou, spécialiste des Missions étrangères de Paris, étant le premier à reconnaître sa modernité en affirmant, en 1986 : « Parce qu'il est évangélique à l'extrême, Mgr Lambert de La Motte demeure un des plus actuels parmi les grands missionnaires de l'époque moderne. » En 1999, à la demande des Missions étrangères de Paris, l'historienne Françoise Fauconnet-Buzelin a écrit sa première biographie (publiée en 2006), qui contribue à faire connaître son rôle dans la fondation de l'institut des Missions étrangères de Paris : « Pierre Lambert de La Motte est réellement le père spirituel de l'institut qu'il a fondé conjointement avec François Pallu et leurs premiers compagnons qui mériteraient eux aussi d'être mieux connus et reconnus : Louis Laneau, François Deydier, Jacques de Bourges. »

### Influence sur le catholicisme en Asie du Sud-Est
Le rôle de Pierre Lambert de La Motte dans l'histoire du christianisme en Asie est très important. Outre le rôle de fondateur des Missions étrangères de Paris, lui aussi longtemps méconnu, il est à l'origine de la première mission en dehors du système du Padroado. Sa lutte contre les excès et les abus des Jésuites portugais a permis aux Missions étrangères de Paris de pouvoir s'établir malgré l'importante hostilité de ces derniers. L'obéissance à Rome par le respect des Instructions Romaines de 1659 et des décisions du Saint-Siège (comme celles concernant le jeûne de viande), à de rares exceptions près, lui a permis d'avoir une autorité morale auprès des cardinaux de Rome et du pape lui-même. Cette autorité a eu un rôle non négligeable dans l'établissement, la liberté et le renforcement des pouvoirs données aux vicaires apostoliques contre le Padroado, alors même qu'il remettait en cause l'autorité du Saint-Siège. Cette lutte de Pierre Lambert contre le Padroado est l'une des principales sources du déclin de cette institution.
Son influence sur le Siam (l'actuelle Thaïlande) est non négligeable : c'est lui qui a établi à Ayutthaya les premières institutions des Missions étrangères de Paris et permis de changer l'image du christianisme auprès du roi du Siam, mais aussi des habitants, à travers le développement des œuvres de charité. Il soutient avec vigueur les tentatives d'inculturation de Louis Laneau et fait d'Ayutthaya le centre des Missions étrangères de Paris en Asie.
Les différentes missions qu'il dirige au Vietnam, souvent au péril de sa vie, ont permis l'enracinement du christianisme en Cochinchine et au Tonkin. Il est à l'origine de l'ordination des premiers prêtres autochtones dès 1668, mais aussi de la première congrégation religieuse autochtone d'Asie, les Amantes de la Croix,. Par ailleurs, il est à l'origine de l'envoi des missionnaires des Missions étrangères de Paris au Cambodge et dans l'actuel Viêt Nam, où leur présence est continuelle jusqu'à aujourd'hui.
Enfin, il a porté une très forte attention aux missions de Chine et a toujours appuyé l'envoi de missionnaires en Chine.

## Procès de béatification en cours
En octobre 2019, la Conférence épiscopale vietnamienne a engagé une réflexion sur l'opportunité de la béatification de différentes figures de l'histoire de l'Église au Viet Nâm. Les évêques souhaitent que soit notamment reconnu le témoignage de foi des tout premiers missionnaires envoyés dans leur pays, qu'ils considèrent, avec les historiens, comme les fondateurs de leur Église.
Depuis a été ouverte la cause de Pierre Lambert de La Motte. Elle a été lancée le 13 janvier 2024 lors d'une messe solennelle célébrée par l'archevêque Joseph Nguyen Chi Linh dans le diocèse de Phan Thiet, dans le sud du Viet Nâm. Bien que le premier vicaire apostolique de Cochinchine soit mort dans le royaume de Siam, la cause de béatification se déroule au Viet Nâm en vertu d'une lettre par laquelle, avec l'accord du Saint-Siège, l'archevêque de Bangkok a transféré la juridiction canonique du procès de béatification au diocèse de Phan Thiet. Dans son homélie, l'archevêque de Hué a souligné qu'« au cours d'une vie de 55 ans seulement, dont 19 en tant qu'évêque, bien qu'il n'ait pu visiter le Vietnam que trois fois, de la Motte a accompli des choses essentielles pour l'Église au Vietnam ».